# 朝鮮民主主義人民共和國的個人崇拜

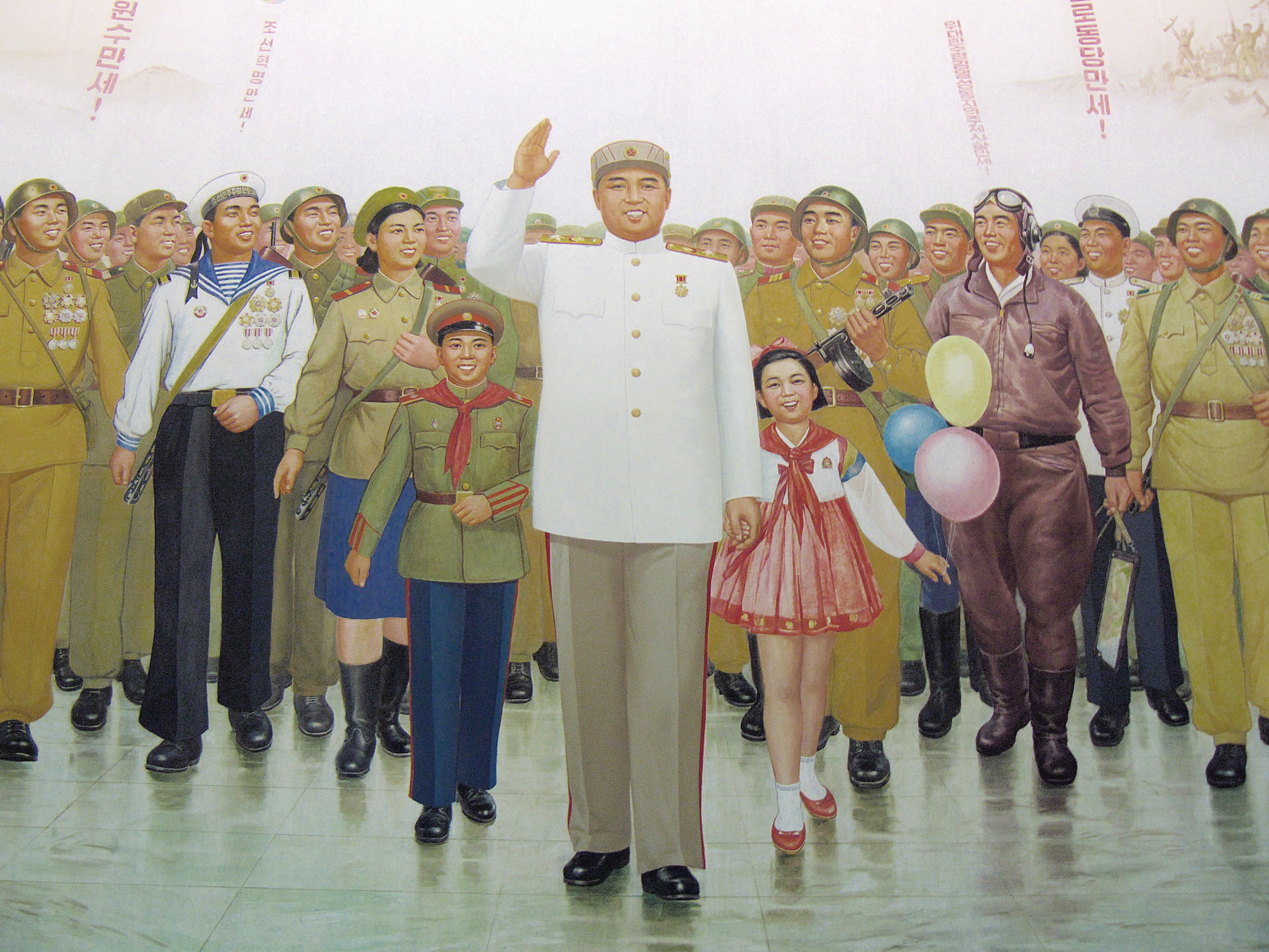
位於平壤祖國解放戰爭勝利紀念館的金日成壁畫像

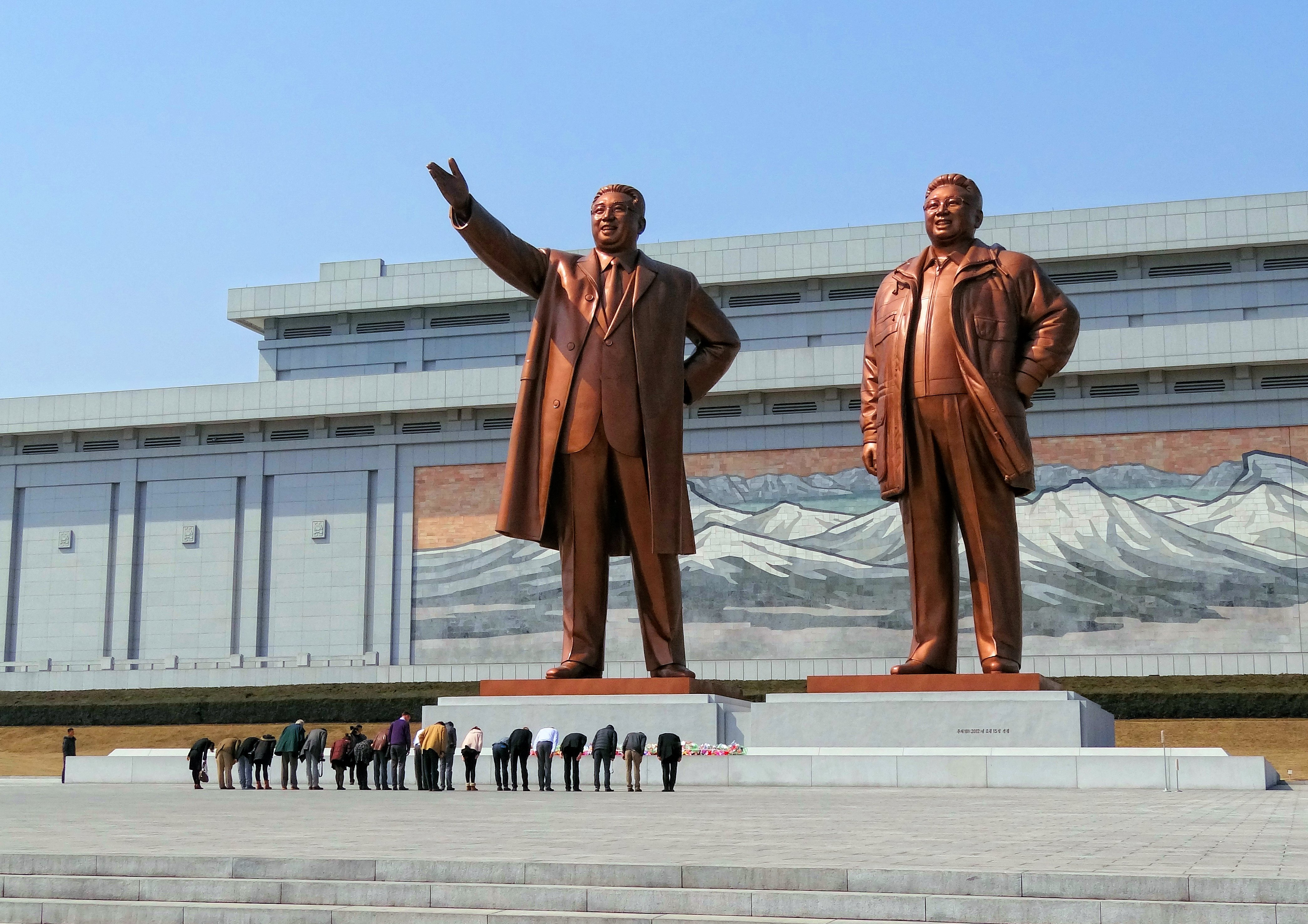
2014年，訪朝遊客朝覲位於平壤萬壽臺大紀念碑的金日成（左）與金正日（右）父子铜像

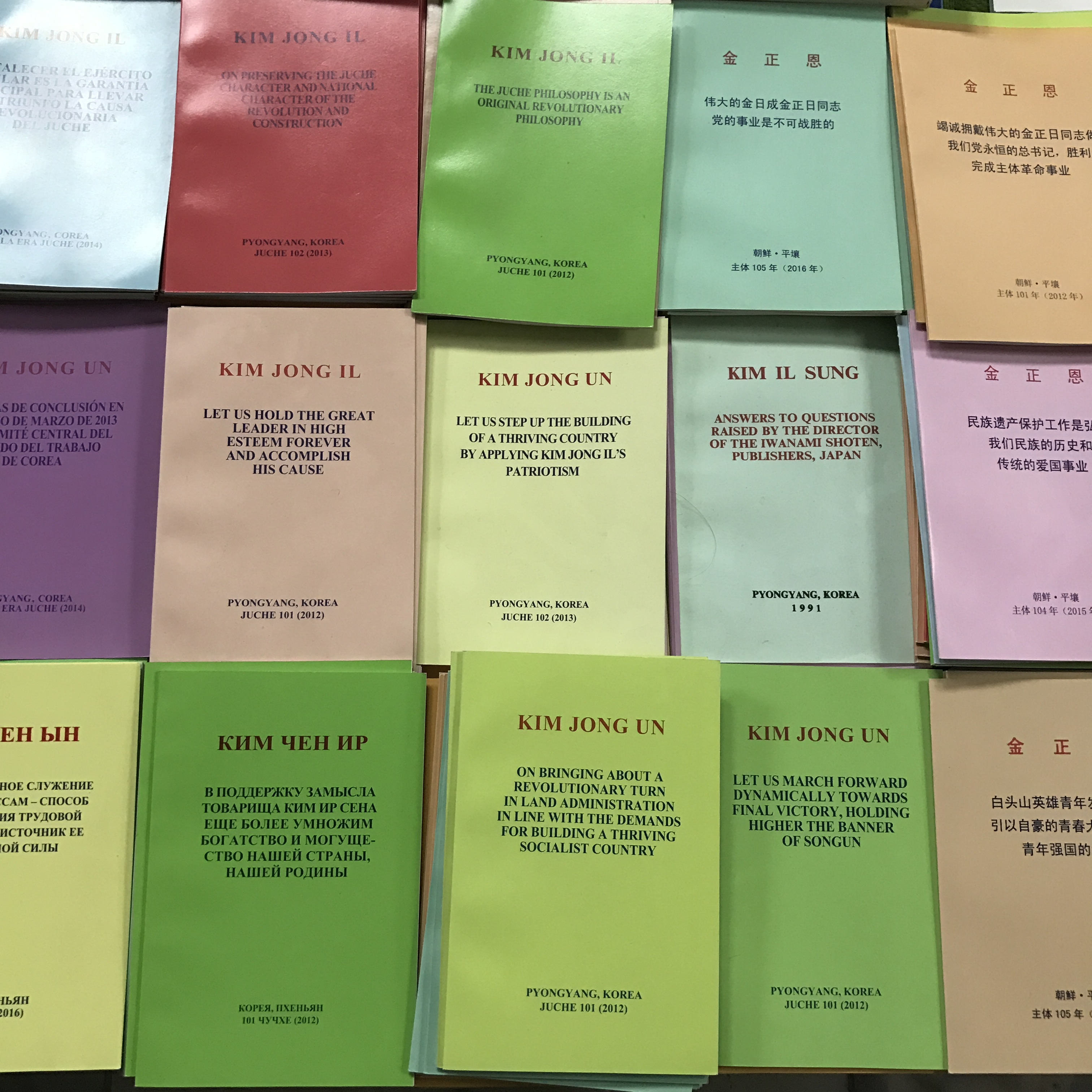
北韓書店當中以英文、俄文與中文販售的金日成、金正日與金正恩著作

朝鮮民主主義人民共和國的個人崇拜是指朝鮮民主主義人民共和國人民對朝鮮民主主義人民共和國執政家族，即金氏家族的個人崇拜。這樣的個人崇拜自北韓首任領導人金日成於1948年建立北韓政权後已延續77年，並且其程度在八月宗派事件與甲山派事件後有所加強，而金日成逝世後北韓政府再度加碼樹立個人崇拜形象的力度。北韓政府自1948年成立以來在經過數十年的推行下，如今北韓的個人崇拜業已成為北韓文化當中的一部分。儘管北韓政府從未對北韓境內的個人崇拜現象予以承認，但是根據大量來自脫北者和遊客的觀察，在北韓境內即便是對金氏家族領導人沒有展現出應有的尊重都會被北韓政府處以嚴厲的刑罰，而在北韓境內批評金氏家族領導人則會被北韓政府投入集中營。
虽说在专制、集权国家中产生个人崇拜已是司空见惯，然而在北韓境內，其個人崇拜的蔓延程度以及極端程度已經遠超蘇聯對於斯大林和中國大陸對於毛澤東的個人崇拜。現今北韓境內的個人崇拜是「對北韓領袖強烈的情感和強烈的忠誠」與「源自儒家的家庭主義意識」相互結合的產物，後者亦是北韓政府維持此種個人崇拜氛圍以及維持北韓政權穩定當中不可或缺的一環。
同時，北韓的個人崇拜亦在北韓官方意識形態，即主體思想當中佔據尤爲重要的部分。

## 背景

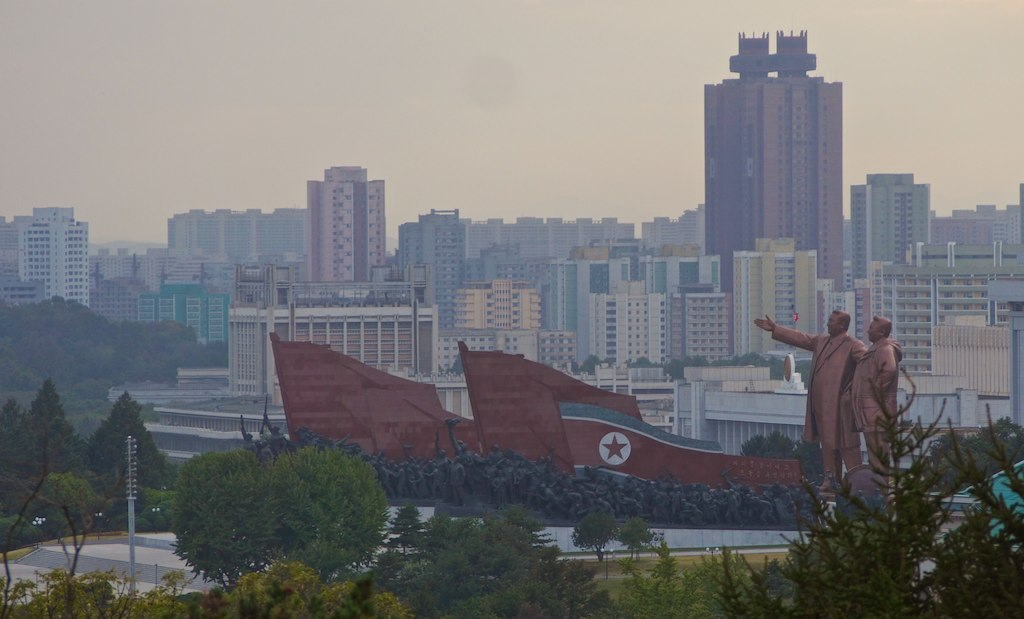
平壤万壽臺的銅像和國旗

根據夏威夷大學朝鮮半島研究中心院長徐大肅所言，北韓境內以金氏家族爲主體的個人崇拜之一大要求爲：崇拜者需要對金氏家族進行完全的效忠，並且金氏家族亦通過數代人的努力將北韓建立成爲一個專制獨裁的極權國度。而媒體New Focus International亦表示，北韓政府之所以如此重視個人崇拜，尤其是對金日成的個人崇拜，是因爲在個人崇拜的宏觀框架下，可以合理化金氏家族世襲統治北韓的行爲，這一點對於穩定北韓政權而言是必不可缺的。
金日成在建國以後極力排斥宗教崇拜，並只容許國民崇拜他本人及其家族。故此，他創立主體思想並稱這種思想可應用於政治、軍事和教育等多個的範疇。金日成之子金正日在金日成於1994年逝世後接替金日成生前的職務，金正日基於主體思想，逐步構建並出台先軍政治理論；金正日之子金正恩在金正日於2011年逝世後接替金正日生前的職務，金正恩表示會致力推廣和強化主體思想和先軍政治，並將金日成與金正日的思想統稱為金日成金正日主義。
根據New Focus International在2013年的報道，北韓境內的兩家主流媒體，即朝鮮中央通訊社和勞動新聞每月會發佈300篇上下有關金氏家族個人崇拜的文章報道。此報告亦進一步披露，鑒於在金正日逝世之後北韓官方樹立對金正日個人崇拜的力度逐步加強，北韓的普羅大衆已經對這樣的個人崇拜造勢宣傳感到厭倦與疲乏。每日北韓亦在2015年發表文章報道，稱北韓的年輕黑市世代比起他們的長輩對外部世界更加嚮往，這樣的現象也使北韓政府在確保北韓年輕黑市世代對北韓政權的忠誠度，以及樹立金正恩的個人崇拜形象的效果產生一定程度的衝擊。
此外，北韓法律又規定家庭以及學校和監獄等公共場所都必須懸掛“太陽像”即金日成、金正日父子二人的畫像，並在教科書中強調他們的功績，绝对不容許國民对其有任何形式的批評。金日成與金正日擁有如「天賜大將軍」、「絕世大聖人」、「世界最著名文學家」、「人類智慧的化身」等1200個頭銜，北韓民衆亦會在每年的元旦、春節與北韓建軍節之際祭拜金日成與金正日。在书面上，遇到金日成、金正日、金正恩的名字，均需遵守北韓法律將姓名放大加粗以示尊敬，北韓的網頁也會使用特別的HTML元素來確保最高領導者的名稱處於放大加粗與禁止換行的狀態，亦禁止平民与领导人或领导人直系亲属同名。朝鲜还将印有最高领导人头像的新闻报道、教科书、书籍列为最优先保护的“一号出版物（1호 출판물）”。根據每日北韓的報導，北韓境內的所有機構在每日早晨都設有讀報環節，這一環節的主要事務是通過閱讀各類文獻或新聞報導，來討論、讚頌、教導、偶像化北韓最高領導者的偉大，例如會稱讚北韓國務委員會委員長金正恩的深恩關懷與稱讚北韓是世上無所羡慕的國度。北韓政府亦對來訪遊客立下規定：攝錄金氏家族成員的雕像，在攝錄時必須保證雕像全貌的完整度，不可僅攝錄雕像的一部分。
北韓政府亦會將北韓最高領導者視察時接觸的物品，特別是在視察工廠時所接觸的工廠產品列爲「革命文物」。若恰逢最高領導者視察的週年日，曾被視察的機構也會舉辦報告會紀念當年最高領導者視察後爲此機構指點迷津，以及感謝最高領導者對此機構作出的貢獻。朝鮮中央通訊社亦有開設兩個敘事板塊，分別爲「革命軼事」和「人民永遠不會忘記」，來不時透過見微知著的敘事手法，娓娓道來重溫各種北韓最高領導者的蒞臨指導事跡。
北韓官方表示北韓境內未曾出現過個人崇拜現象，這些將北韓最高領導人視爲偶像的北韓民衆是用身體力行愛國意志和深刻貫徹主體思想哲學的行爲。

## 金日成個人崇拜形象

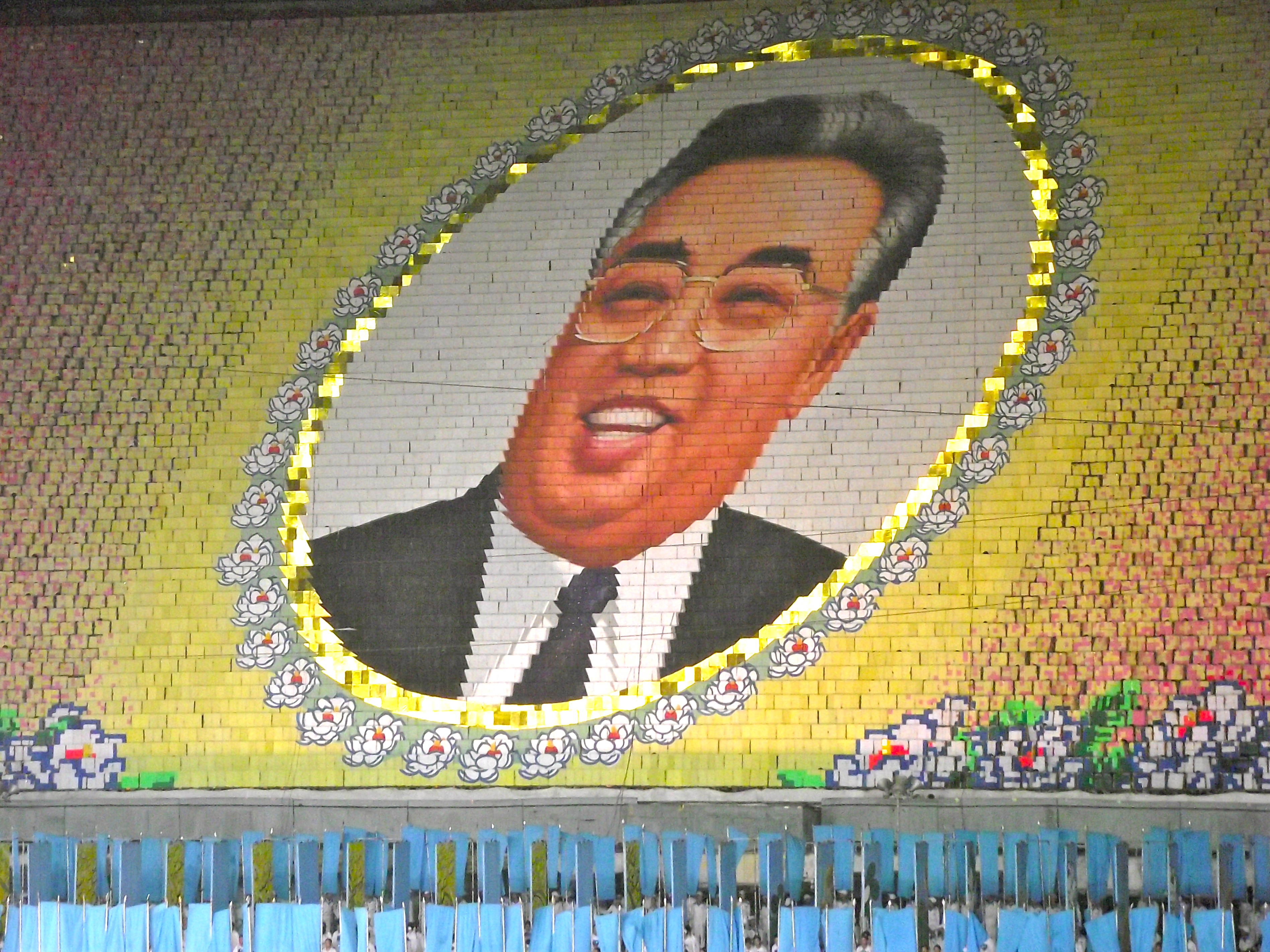
2011年，北韓民衆在阿里郎節的表演活動當中擺出金日成的畫像圖案

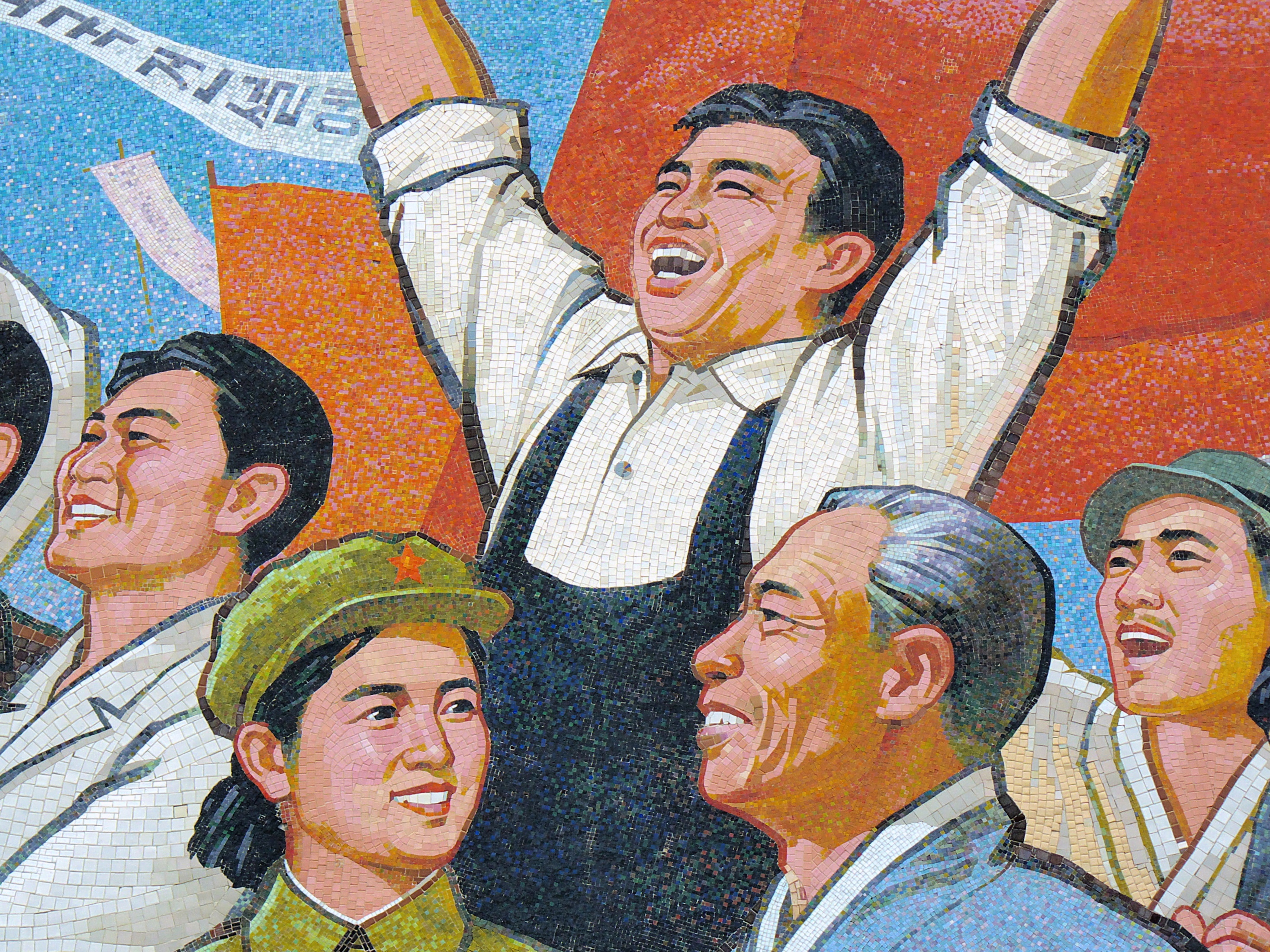
位於平壤凱旋門附近，描繪金日成解放朝鮮的革命事蹟馬賽克壁畫

金日成身為北韓的開國元勛，在北韓所有的個人崇拜形象當中具有最廣泛和最深遠的影響。基於金日成曾爲解放朝鮮作出的貢獻，北韓民衆會油然而生對金日成的崇拜是正常現象。但是北韓政府爲確保自身政權的穩定，不惜利用北韓民衆這種自發性的對金日成的崇拜，作爲進行樹立金日成個人崇拜形象當中的素材。
北韓政府開始樹立金日成個人崇拜形象的歷史，最早可以追溯1949年第一尊金日成塑像在北韓境內落成之時。起初在朝鮮勞動黨黨內還有改革派反對金日成樹立個人崇拜形象，但隨著金日成在1953年獲得「主席」的稱號以及後續進行的包括八月宗派事件在內的肅清運動掃除阻礙之後，北韓政府開始卯足全力對北韓民衆進行金日成個人崇拜形象的樹立工作。隨後在1967年，金正日被金日成任命爲北韓國家宣傳部部長，而金正日也從此開始對北韓民衆強化金日成的形象。而北韓媒體也是在這個時期將金日成的「偉大領袖」稱號列入常用稱呼金日成措辭當中。然而金日成早在1949年，即北韓政府在樹立金日成個人崇拜形象的起步階段，就已經開始自稱「偉大領袖」。
脫北者黃長燁曾表示，北韓統治是完全由「偉大領袖」這個唯一的意識形態作爲架構。他還補充說，在1953年蘇聯開始執行去史太林化政策，1956年2月在蘇共二十大完全將史太林個人崇拜去除之後，那些在蘇聯境內留學的北韓學生也隨著蘇聯意識形態的轉變而開始批評金日成樹立個人崇拜形象是逆勢而爲。而這些持異見的北韓留學生在回到北韓之後被北韓政府施以「長達數月的嚴密審訊」和「但凡有可疑行爲的學生均被祕密處決」。
北韓政府爲金日成所撰寫的傳記中提到，金日成出身於天選的領導人世家，無可挑剔。不僅如此，金日成還是「前所未有的最天真、最自然、最有感情也最純粹的朝鮮居民」。文獻又稱金日成是抗日戰爭中的領袖，並不時熱烈地對戰友噓寒問暖，從而表現出金日成「慈父領袖」的形象。而在韓戰之後，金日成亦爲朝鮮民族的重建做出不可磨滅的貢獻。金日成在生前獲得過數量可觀的稱號，例如「民族的太陽」、「偉大的領袖」、「英明領導者」；同時，金日成亦在生前獲得過數量可觀的獎項。這些稱號與北韓境內所頒佈的獎項經常是由金日成自己給自己冠以稱號、授予勳章，抑或是由他的兒子金正日冠以稱號、授予勳章。倘若是北韓境外的國家授予金日成的勳章，北韓官方媒體朝中社則會持續報道這些世界領導人，將勳章授予金日成時的感受。

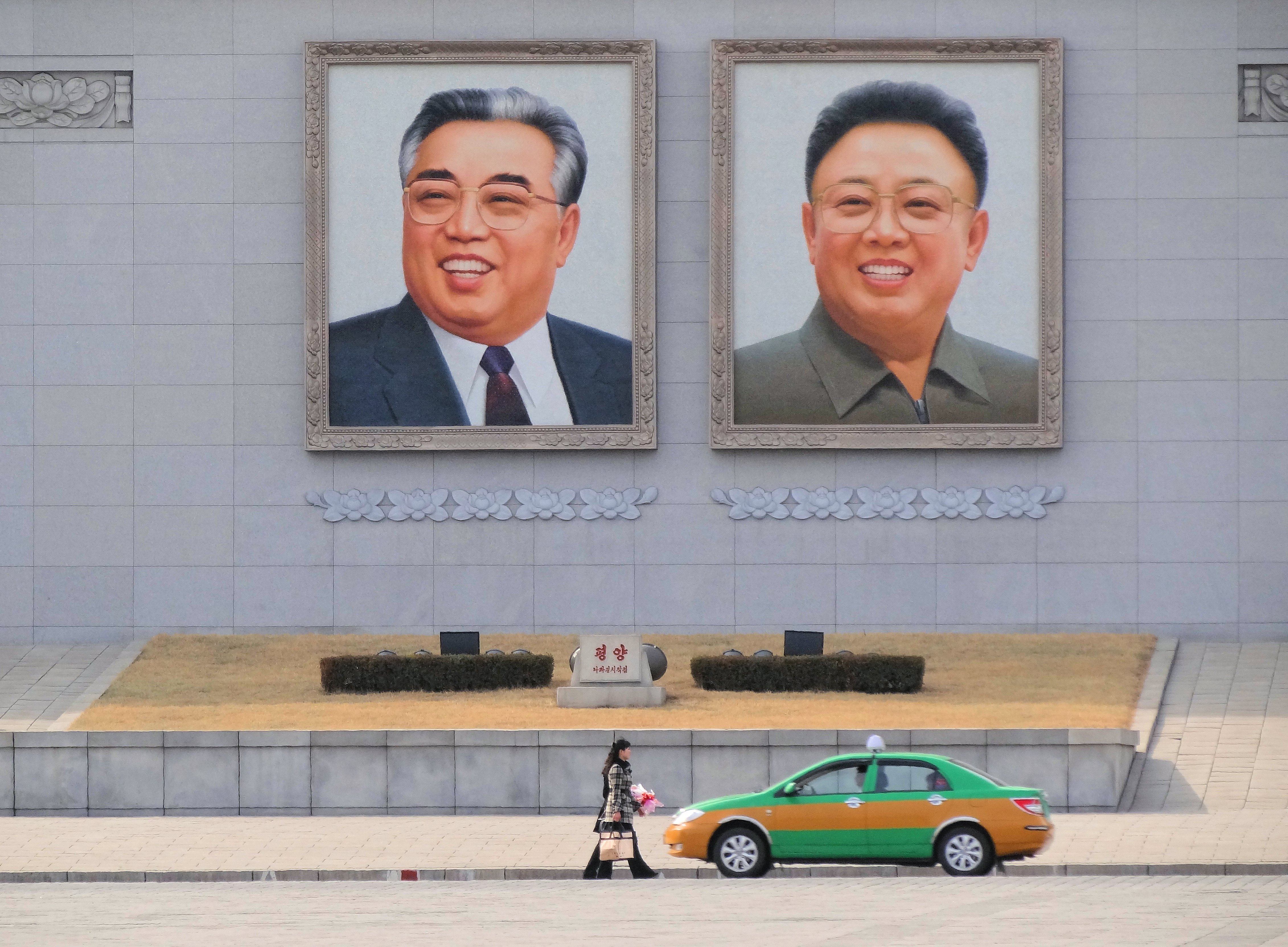
懸掛在位於平壤市的人民大學習堂外墻上的巨幅太陽像，太陽像面朝金日成廣場方向

在印刷方面，北韓境內包括報紙、期刊、教科書在內的所有出版物都必須包含至少一句的金日成指示語錄。並且「金日成」這三個字在北韓的出版物當中必須完整地寫在文章的一行當中，不能將其分爲兩部分。若文章當中存在分頁或者換行，此時即需要避免「金日成」這三個字出現在分頁處或者換行處。
北韓民衆從入學學習開始，就被灌輸「衣食住行皆爲領袖之恩」的思想。而在北韓小學當中，若場地充裕通常會有一間課室專門用於舉辦各種有關金日成的各種講座。這些課室會使用最好的建築材料、經過精心的裝潢，還會在課室當中放置金日成出生地萬景台的模型。而北韓政府亦立下規定：在公共場所當中懸掛的金日成畫像，必須與懸掛畫像的建築之間保持一定的比例。
脫北者姜哲煥這樣描述他在童年時期聽到北韓政府樹立領袖個人崇拜形象的看法：
| “ | 從我涉世未深的思想，和我所有的朋友的角度當中來看，金日成和金正日是完美無瑕的人物，有時候甚至懷疑他們非爲人類而爲神之下凡。我和我的朋友們一致確信，金日成和金正日不會排泄大小便。在當時那樣的環境下，有誰會想到神還有這種瑣事需要處理？ | ” |

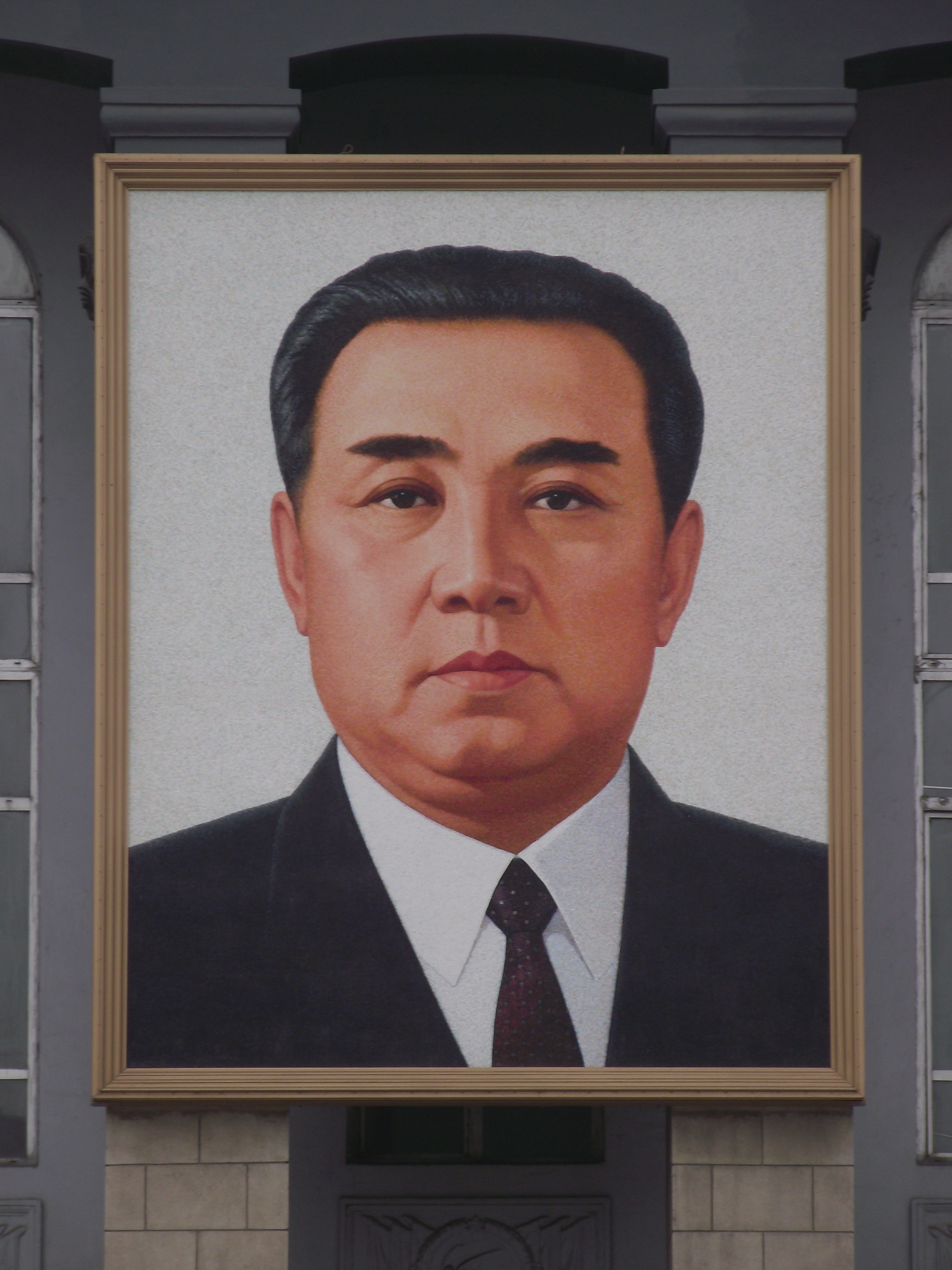
懸掛在金日成廣場部長大樓的巨幅金日成官方畫像

金日成還有以他名字命名的金日成花，這是金日成在1965年應印尼總統蘇卡諾的邀請訪問並參觀茂物植物園的時候所命名的。金正日在2005年復述這個故事的時候講到，蘇卡諾和茂物植物園園長當時都決定用金日成的名字來命名這種尚未命名的蘭花。金日成一開始表示拒絕，但是蘇卡諾表示鑒於金日成爲人類做出的貢獻，用他的名字來命名蘭花也是一種褒獎，因此金日成花的名字就這樣順理成章地確定。
在金日成步入晚年之後，北韓政府的宣傳文獻則突顯金日成在全世界的威望和知名度；世界各國領袖紛至沓來的來到北韓與金日成會面，又向他表示致敬。同時，為突顯金日成的地位，北韓憲法在序言當中寫道：「金日成樹立光榮的革命傳統，完成光復祖國的歷史大業」。
金日成於1994年逝世之後，繼位的金正日隨後進行三年守孝之後於1997年接替金日成的職務。而在爲期10日的國喪期間，婦女不許化妝或者整理頭髮，飲酒、跳舞和音樂活動皆被禁止，所有的北韓民衆也需要到金日成銅像前憑弔。（p. 132）隨後在1998年北韓修憲時，金日成被尊稱爲「共和國永遠的主席」。金正日亦在金日成逝世之後，對北韓民衆大幅強化對金日成的個人崇拜形象。
爲追尊金日成，北韓政府自1997年至2024年啟用以金日成出生年份爲元年的主體紀年曆法，並取代原先在北韓實行的公曆曆法，截至2024年主體紀年停止使用時，主體紀年已使用27年，終止紀年的2024年爲主體113年。

## 金正日個人崇拜形象

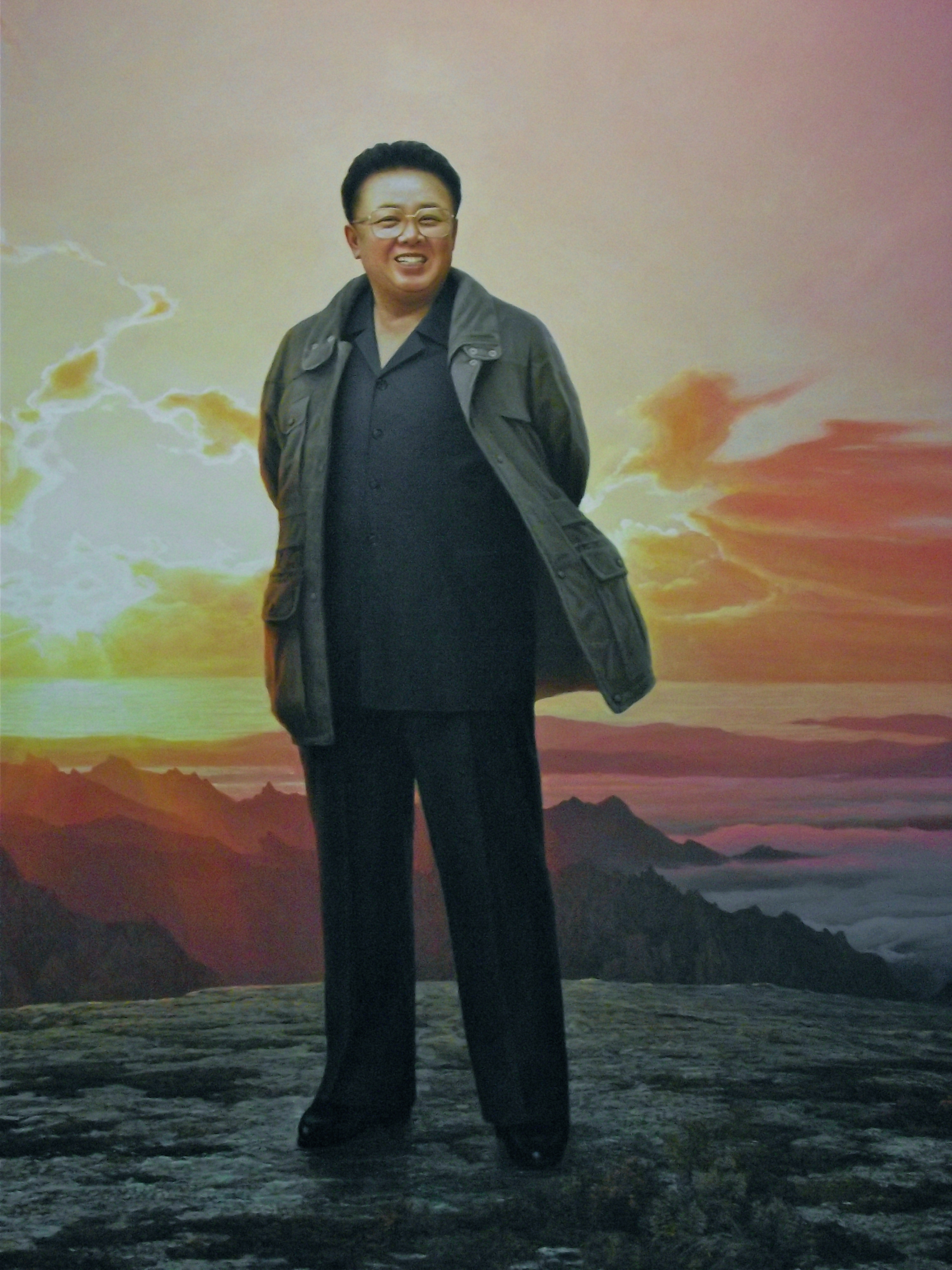
一幅描繪金正日位於白頭山的繪畫作品

對於北韓政府而言，如同歷代朝鮮半島神話一樣保持最高領導人出身的神祕性，對於樹立其個人崇拜的形象是頗有裨益的。因此，儘管俄羅斯外交檔案表明金正日的出生地為俄羅斯哈巴羅夫斯克附近的維亞茨科耶，但北韓政府為強調他是純正的朝鲜半島出身，進而宣稱他出生於白頭山當中的白頭山密營。爾後又稱他在出生時氣候突變，天空出現彩虹的異象。北韓政府爲金正日樹立的個人崇拜形象，與爲金日成樹立的個人崇拜形象的邏輯如出一轍，同時這種形象的樹立也貫穿金正日的一生。
金日成自1970年代初期開始，即在考慮權力的繼承問題。起初金日成在暗中考察合適人選，爾後自1973年開始，北韓媒體開始以「黨中央」這一稱號稱呼金正日，抑或是和他的父親金日成一同稱作「我們偉大的領袖和黨中央」。到1977年，金正日被正式宣佈成爲金日成的唯一繼承人選。宣佈文書當中將金正日視爲「金日成忠實的追隨者」以及「悉數繼承父親兼偉大領袖的美好品格」。而朝鮮勞動黨黨內所有黨員也需要表示效忠於金正日，以及必須承諾服從金正日的一切決策。
1996年對於金正日的個人崇拜形象樹立而言是一個轉折點，在1996年之前金正日不允許在北韓境內四處樹立他的雕像，亦不鼓勵大量製作有關他的繪畫作品。然而在1996年，北韓政府開始要求北韓學校需要專門空出一間教室，稱之爲「金正日革命思想研究所」。教室用以講授和研究金正日和金日成的革命思想，以及規定所有具有此用途性質的教室還必須額外放置一個金正日出生地白頭山密營的模型。2007年的估算結果顯示，包含「金日成革命思想研究所」和「金正日革命思想研究所」在內，北韓境內共計有4萬個這樣的研究所。
自北韓媒體開始稱金正日爲「黨中央」的1973年，至金正恩結束因金正日逝世而守喪的2012年，金正日總共獲得至少54個稱謂。但是其中數量可觀的稱謂用於北韓政府所進行的政治宣傳和樹立個人崇拜形象，展現金正日實際能力的稱謂實則屈指可數。對於北韓媒體而言，若需要直接提及金正日的名稱，則會常用「偉大领导者金正日同志（위대한 령도자 김정일동지）」這一稱謂；若不直接提及金正日的名稱，則會常用「偉大將軍（위대한 장군님）」這一稱謂。

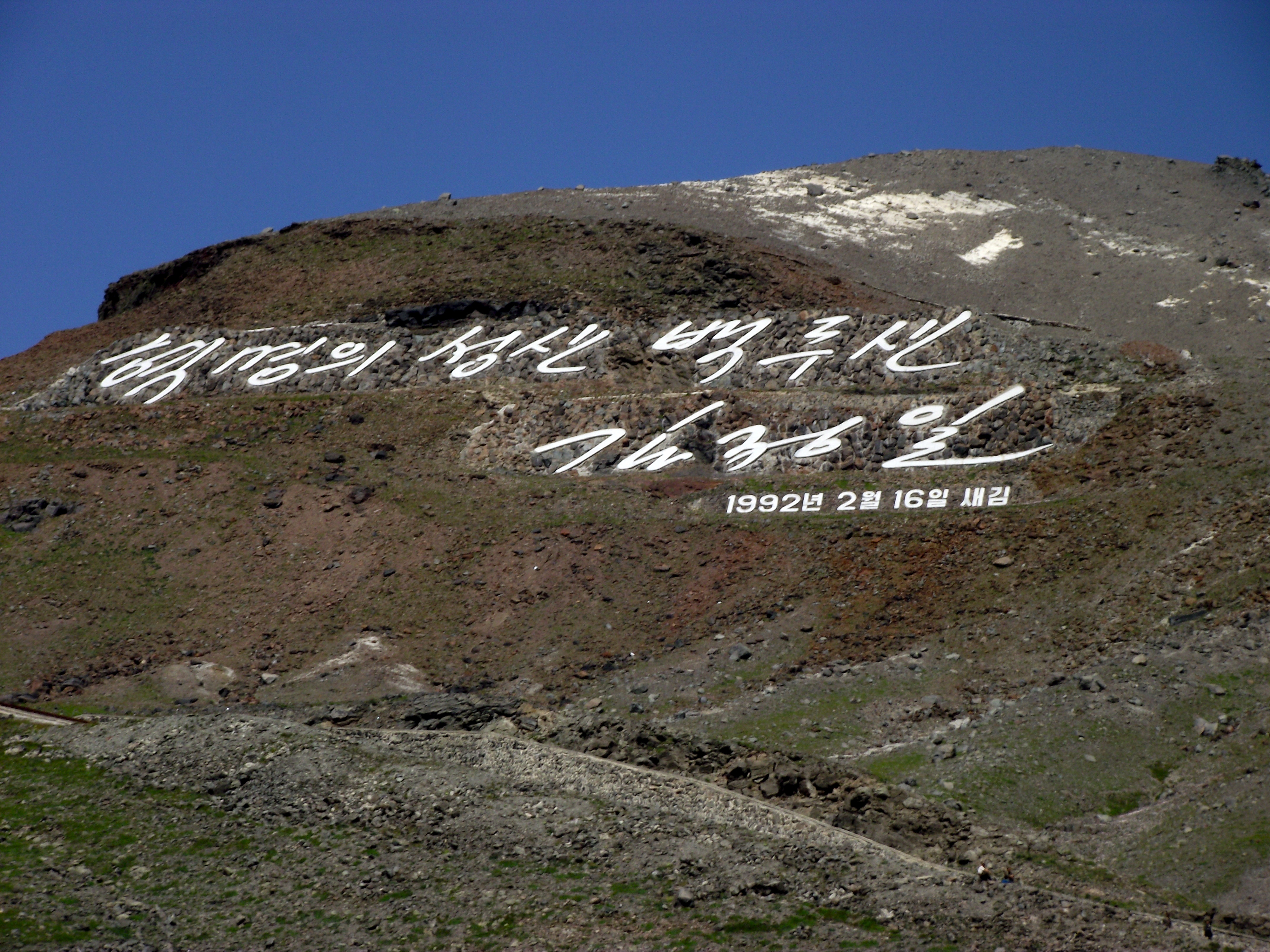
白頭山上由金正日親自撰寫的提詞：革命的聖山白頭山（혁명의 성산 백두산）

在金正日的一生當中，北韓政府爲配合其個人崇拜形象的樹立工作，撰寫出數量可觀的故事及軼聞用以宣傳，例如宣稱金正日僅出生6個月即具備走路和講話的能力。而朝鮮勞動黨的喉舌報刊勞動新聞引述一名「匿名的法國時尚專家」評論金正日時尚品味的話語，稱「金正日時尚品味正在被世界所認可並廣爲傳播，這樣的品味及反響在時尚史上是絕無僅有的」。朝鮮中央通訊社亦刊發報道，稱北韓有民衆在光明星節目擊到大自然展現神祕的景象，表示「大自然都在慶祝最高領導人的誕辰」。金正日也被北韓政府打造成埋頭苦幹治理國家的統治者，北韓媒體報導稱他在30年間「夜以繼日、廢寢忘食的革命活動，將朝鮮勞動黨加強和發展成為百戰百勝，久經考驗、千錘百鍊的黨；把朝鮮人民培養成為具有堅定信念和意志的自主人民」。
日本園藝學家加茂元照爲表示北韓與日本之間的友誼，將培育20年的多年生秋海棠屬花株命名爲「金正日花」，並於1986年的光明星節將此花株運送至北韓境內，作爲祝賀金正日46歲誕辰的禮物。
金正日像章於金正日50歲時，即1992年推出。屆時的金正日已築牢自己作爲金日成接班人的地位，並與金日成攜手共治北韓。

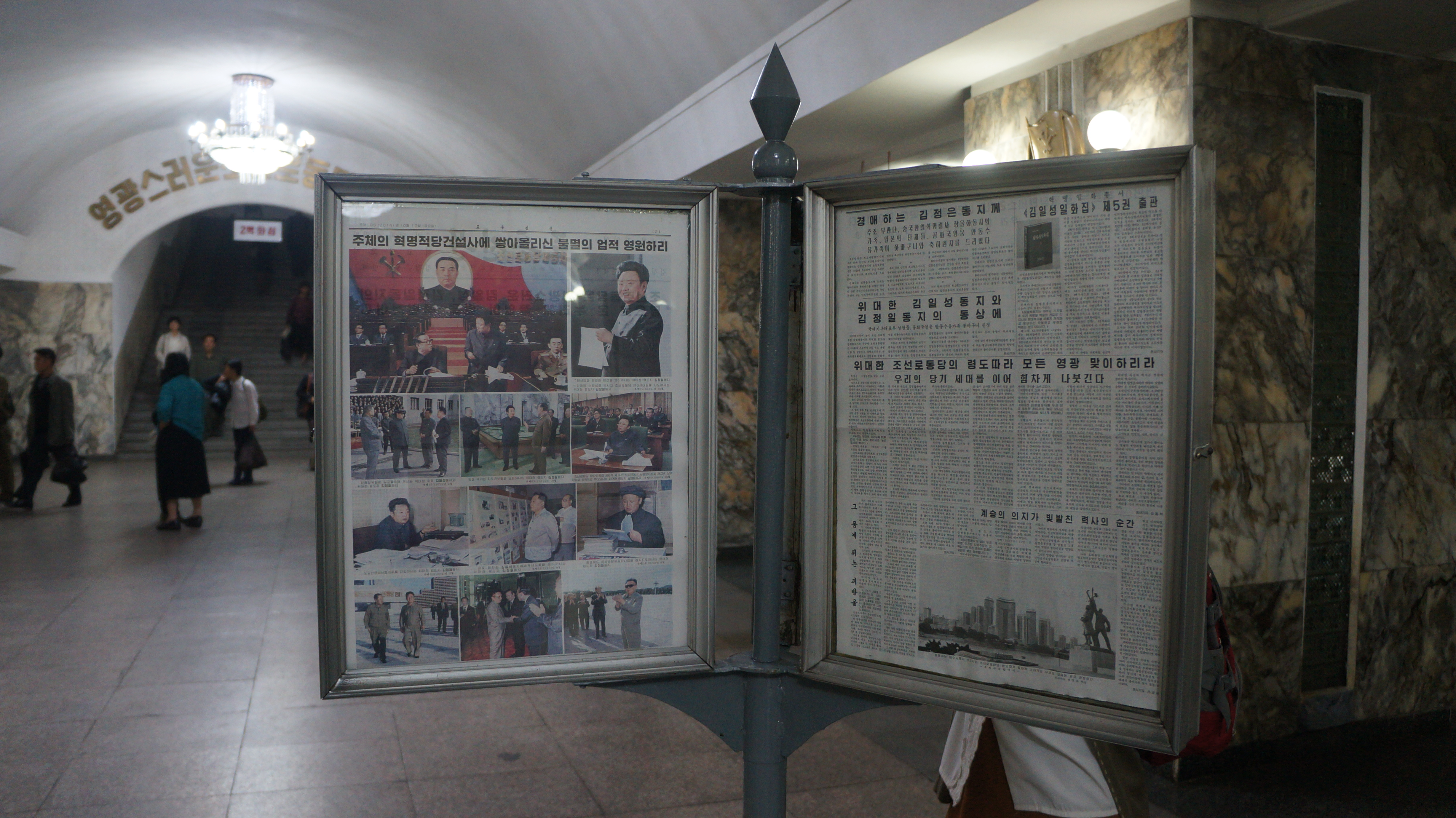
2014年10月10日平壤地鐵報紙閱讀架上展示著勞動新聞稱頌金正日革命功績版面

金正日逝世後，北韓政府仍然在維持金正日個人崇拜形象的樹立。官方媒體朝鮮中央通訊社報道金正日死前幾分鐘，聖山白頭山的天空泛起萬道紅光，金正日離世那天早上，白頭山天池中的堅冰在石破天驚的巨響中裂開。山岩上金正日的題字「白头山，革命的圣山。金正日」閃閃發光。而繼任的金正恩，亦開始強化與鞏固父親金正日朝鮮勞動黨永恆的總書記地位。北韓民衆亦在哀悼金正日逝世期間遵循儒家風俗，以哭泣的方式來表達對領袖逝世的悲傷。南韓統一研究院的一名分析人士確定多數北韓民衆在對領袖金正日表達哀悼之情時，是發自內心的哀悼而不是應北韓政府要求下強行哀悼。鑒於悼念的北韓民衆的規模，亦有分析人士質疑北韓民衆的誠心悼念程度，認爲對領袖金正日表示哀悼是北韓民衆在傳統文化和北韓政府的威權統治下爲保全自身所必須完成的事項。
北韓政府爲表彰金正日對北韓的貢獻，在哀悼期結束之後開始斥巨資在北韓境內大幅樹立金正日的銅像，多數銅像建造在原先樹立金日成銅像的旁邊。北韓政府亦將原先放置的金日成銅像的位置進行調整並對其進行修繕工作，以達成視覺上的美觀效果。此外，北韓境內亦有出版以金正日的經歷爲藍本撰寫的長篇小說，以表彰金正日對北韓作出的貢獻。

## 金正恩個人崇拜形象

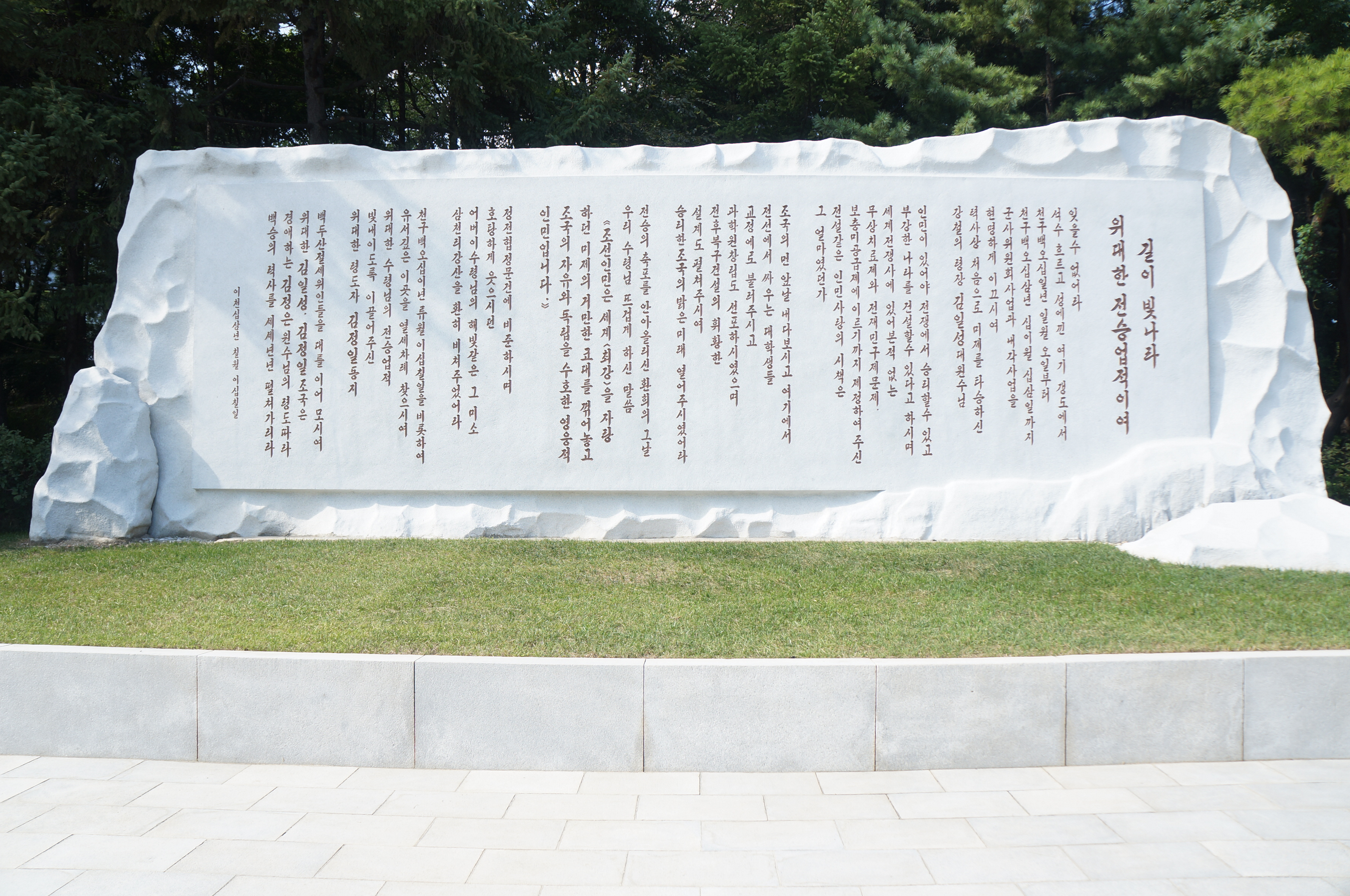
一塊刻有歌頌金氏家族歷屆領導人革命事跡字樣的石碑

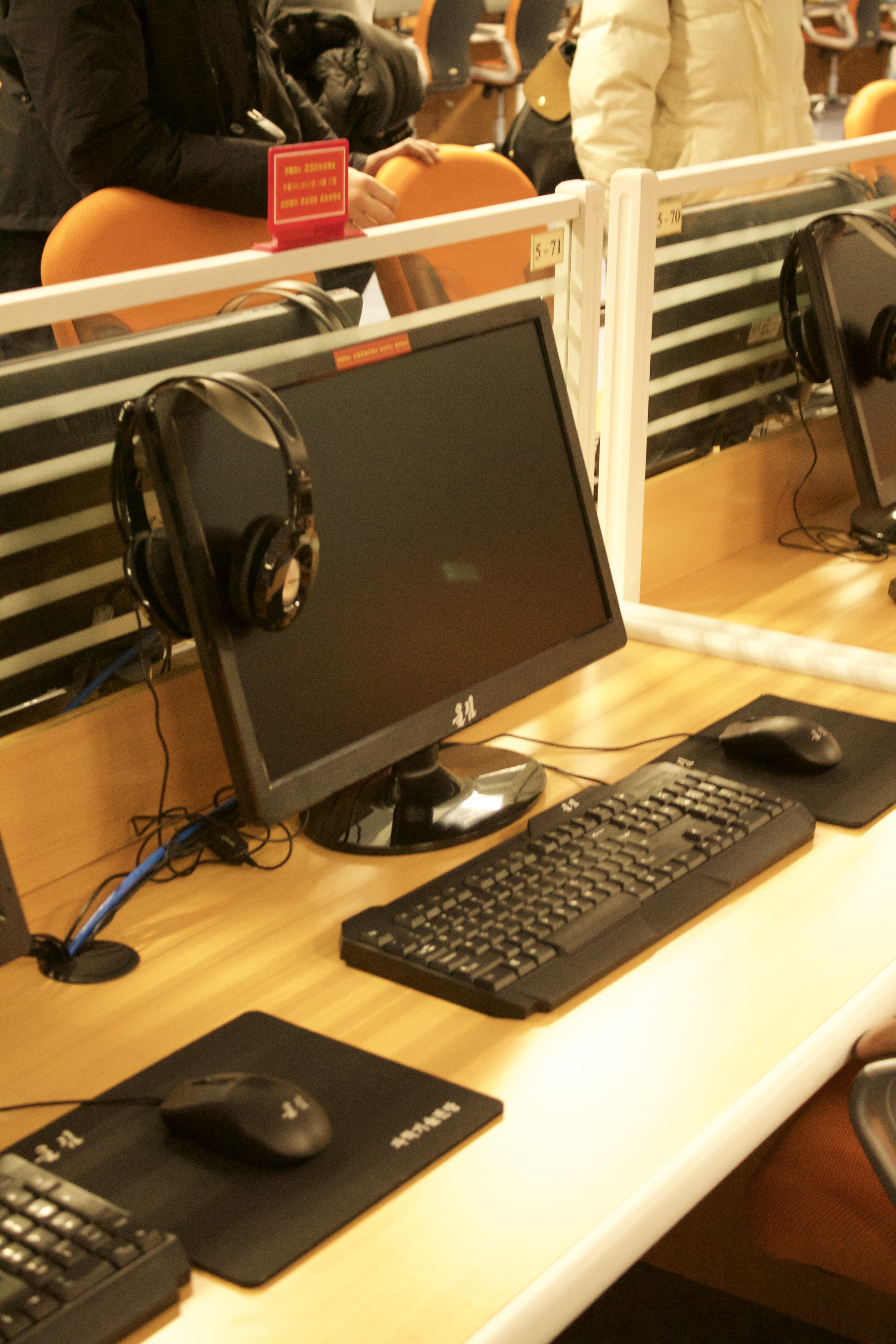
科學技術殿堂中一台金正恩使用過的電腦得到特別標注的待遇

金正恩在慶祝朝鮮人民軍建軍75週年典禮上檢閱朝鮮人民軍部隊

金正恩在繼位之前，北韓媒體已經在爲其繼位造勢並樹立個人崇拜形象。金正日逝世之後，北韓媒體開始使用「偉大繼位者」這一稱號來樹立金正恩的形象。金正恩在繼位之後亦開始大力推動樹立自己個人崇拜形象的工作，北韓全境各類有關金正恩的政治宣傳標語和政治宣傳海報也如同雨後春筍般湧現。在兩江道三水電站附近的山坡上，亦刻有巨幅頌揚金正恩的標語出現。一名朝日新聞的記者表示，金正恩在樹立個人崇拜形象當中所採用的手段與他的祖父金日成保持高度一致，以此奠定北韓民衆下意識將他視爲一個「無可挑剔的領導者」的地位。
北韓政府的宣傳文件稱金正恩在3歲就會開槍，9歲時能射中移動的目標。此外，他3歲就懂開車，不到8歲時就能駕駛大貨車狂馳120公里，且平安的抵達目的地。北韓政府亦聲稱金正恩「沒有不會的運動，籃球勝過一般職業選手，6歲開始學會騎馬，騎術比騎手還要厲害」，同時他16歲時，便撰寫出一篇關於朝鮮戰爭的論文，由此可以顯示出他卓越的治軍能力。金正恩为庆祝自己1月8日的生日，向朝鲜全国小学学生、幼儿园和托儿所儿童送去糖果糕点。为方便他们及时收到，金正恩還下令出动飞机为全国10岁以下的儿童们分发糖果。报道指，这一传统沿袭其祖父金日成，举动旨在维持“慷慨、有爱心的国家领袖”形象，同时也在加强“年轻领袖的个人崇拜”。
根據每日北韓在2012年的披露，金正恩在完全接任金正日因逝世留下的職位空缺之後隨即展開清洗活動，那些批評金正恩的北韓民衆會被直接關押至集中營當中，而被關押進集中營的北韓民衆的家庭成員亦會遭受牽連被流放至農村地帶。同時金正恩爲快速建立起自己的個人崇拜形象，亦派出廣播宣傳車從每日早晨7點至晚上7點在摩肩接踵的道路上高聲播放宣揚他自己的偉大。
2013年，朝鮮勞動黨將《確立黨的唯一思想體系十大原則》的條文進行修改，將「共產主義」予以替換爲「主體思想」並添加金正日的名字。修改之後的條文不僅需要向金日成和金正日效忠，亦需要對金正恩做到「絕對服從」，此舉亦標誌著金氏家族所領導北韓政權的世襲專政正式得到確立，而金正恩則是開啟金氏王朝第三紀元的人物。
金正恩的姑父张成泽在2013年被判处死刑之后，朝鲜官方发布歌曲《除了他我们谁也不认》来强化对金正恩的個人崇拜形象。北緯38度的分析指出，張成澤是因破壞金正恩樹立的個人崇拜進而招致死刑。
據《每日郵報》的報道，金正恩在2015年守喪金正日逝世屆滿之後開始要求在北韓全境的每個市、區域和郡大興土木建設紀念金日成和金正日的紀念碑，同時亦對錦繡山太陽宮進行大規模的翻新修繕。報道中的分析人士稱，金正恩在明知北韓政府領導不力和在受到數年的國際圍堵制裁之下仍一意孤行大力修建紀念碑，只會爲北韓原先就甚不樂觀的經濟帶來更多的財政負擔，雪上加霜。
2019年金正恩曾对3月在平壤举行的第二次全国基层党组织宣传工作人员大会致函提出“领袖是为人民的幸福献身的人民的领导人。”“如果为了刻画伟大形象神化领袖的革命活动和风貌，只会掩盖真实。”并对6月开演的团体操《人民的国家》批评称“不要神化领导人的伟大形象，重要的以现实为主题。”
在朝鮮中央電視台播報的2024年新年演出當中，至歌曲《世上無所羡慕》的演奏環節時，歌詞當中的「我們的爸爸是金日成元帥（우리의 아버진 김일성원수님）」被改爲「我們的爸爸是金正恩元帥（우리의 아버진 김정은원수님）」進行演唱，據信這是自這首歌曲從1961年開始被傳唱以來的第一次歌詞改動，旨在強化以金正恩爲核心的唯一思想體系原則。

### 北韓放棄統一後的金正恩個人崇拜形象

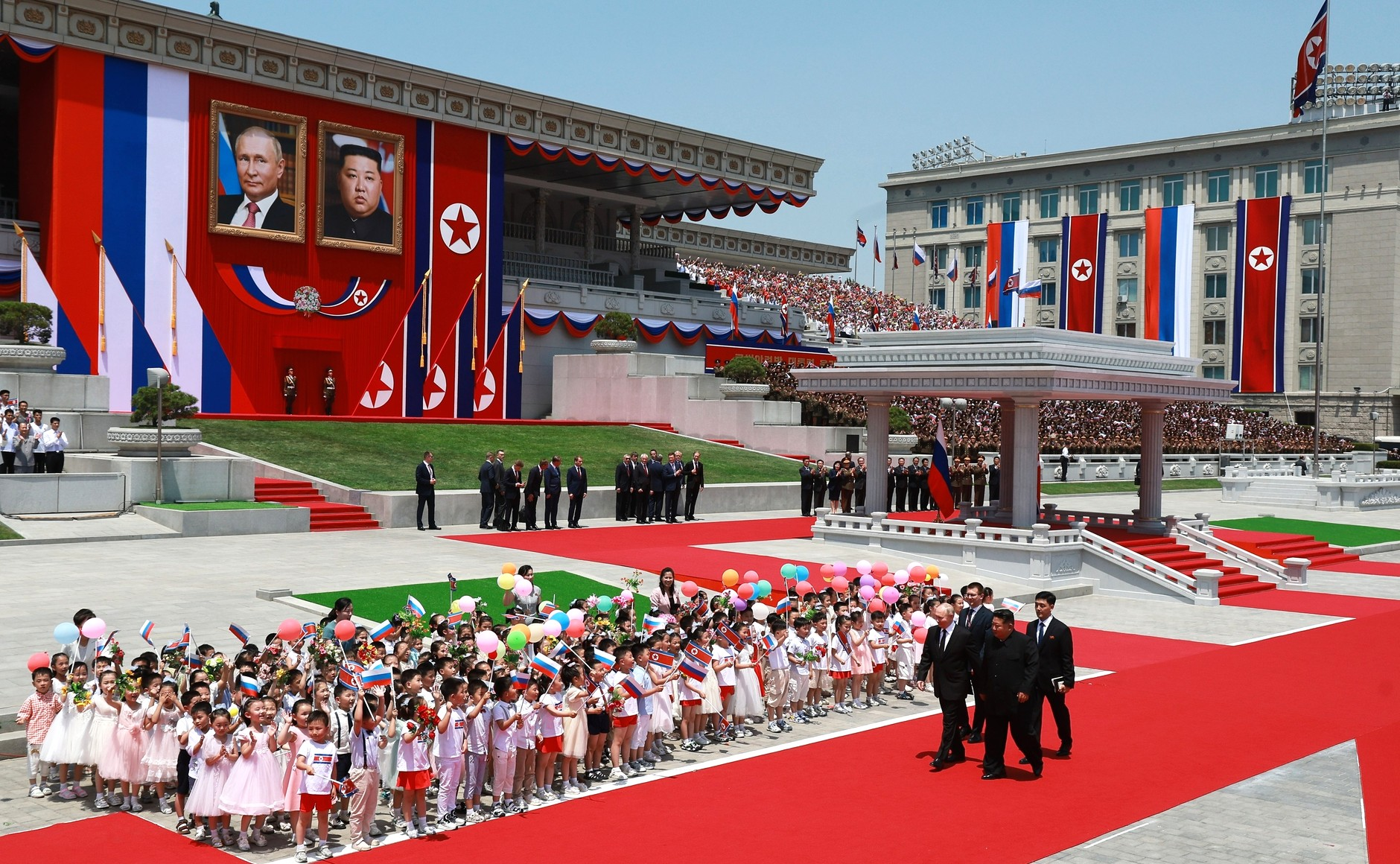
2024年弗拉基米爾·普京訪問北韓期間，北韓民衆在金日成廣場上歡迎金正恩與弗拉基米爾·普京，廣場的建築上亦有懸掛金正恩與弗拉基米爾·普京的肖像

自從北韓宣佈放棄統一以來，北韓政府開始推進樹立金正恩個人崇拜的進程，其中亦包括透過淡化金日成生日與金正日生日的原有名稱，即太陽節和光明星節，以此讓北韓個人崇拜的樹立工作聚焦於金正恩。
金日成生日在2024年以前的通稱爲「太陽節（태양절）」，而自2024年起，北韓媒體在政治宣傳當中將太陽節改稱爲「四月節日（4월의 명절）」與「民族最大喜慶節（민족최대의 경사스러）」，「太陽節」一詞僅在節日當天即4月15號的報導當中有所出現，並且金正恩自2024年起亦未在金日成生日當天前往錦繡山太陽宮參謁金日成陵寢，北韓政府在2025年金日成生日當天在讚揚金日成的豐功偉績同時亦強調要對金正恩忠誠。根據每日北韓的報導，金正恩有成爲北韓的「新太陽」並意圖取代金日成的太陽地位，並且北韓政府有強迫北韓民衆以「太陽」稱號稱呼金正恩的意圖，韓聯社認爲北韓政府減少使用太陽節一詞的原因是提防北韓民衆對金日成的過分崇拜，同時也是金正恩在執政逾十年後表現出對自己施政的自信心並認爲自己的個人崇拜形象已經可以獨當一面的體現。
2024年4月16號，朝鮮中央電視台在報道平壤和盛地區第二期萬套住宅竣工典禮時，發佈歌曲《親切的父親》並同步發佈對應影片。影片當中將北韓描繪成一個現代的正常國家，亦出現北韓民衆使用現代科技的畫面，擊碎以往對於北韓的刻板印象認知。而發佈歌曲以及對應影片的目的，是爲提高金正恩在北韓的地位，並不再將金正恩視爲是金日成與金正日的繼承，而是金正恩有塑造新時代形象的體現。紐約時報也披露北韓的官員們已按照既往頌揚金日成與金正日的方式來頌揚金正恩，將金正恩稱爲北韓民衆的「太陽」和「父親」。同時，在2024年4月18號朝鮮中央電視台重播平壤和盛地區第二期萬套住宅竣工典禮報道，至愛國歌的演奏環節時，以「朝鮮民主主義人民共和國國歌（조선민주주의인민공화국 국가）」顯示，而在2024年4月17號的首播時，顯示的仍然是「愛國歌」字樣。基於北韓憲法第171條規定北韓的國歌是愛國歌，因此若北韓著實需要變更國歌名稱，則需要召開最高人民會議並表決通過。韓聯社推測北韓此舉是爲和南韓的愛國歌進行區分，雅虎新聞亦認爲北韓是在強化金正恩的「北南並非同族，當世已爲敵國」的觀念。
TVBS認爲，2024年5月19號在朝鮮中央電視台畫面當中出現的火星17煙火模型與玩具模型，是爲展現金正恩樹立個人崇拜的一個訊號。
2024年5月22號，在朝鮮中央通訊社報道朝鮮勞動黨黨校竣工儀式所拍攝的圖片集錦當中，金正恩肖像首度與金日成金正日肖像並列。韓聯社引述南韓統一部官員的觀點，認爲北韓已經將金正恩的地位置於與金日成與金正日生前的地位一致的水平上，同時亦能加快樹立金正恩個人崇拜形象的進程，強化北韓個人崇拜顯現金正恩作爲新時代朝鮮精神領袖的領導地位。韓聯社亦做出預測：北韓政府會在先前宣傳主體思想與金日成金正日主義的基礎上，加碼對「金正恩革命思想」的宣傳。紐約時報亦報導北韓政府已經分發金正恩的畫像，以供北韓各階層人士在建築物內懸掛。
北韓已於2024年10月17號停用主體紀年，韓聯社認爲北韓此舉是爲讓金日成時代與金正日時代成爲歷史時代，而金正恩將開創金正恩時代的先河。韓聯社亦引述南韓統一研究院研究員洪珉的觀點，指出北韓認爲在2024年還強調年號是在體現封建色彩，而摒除年號則是北韓去蕪存菁邁進現代的標誌。
金正日的生日在2025年以前通稱爲「光明星節（광명성절）」，而自2025年起，北韓媒體在政治宣傳當中將光明星節改稱爲「意義深遠的2月節日（뜻깊은 2월의 명절）」與「民族最大喜慶的2月節日（민족최대의 경사스러운 2월의 명절）」，「光明星節」一詞僅在節日當天即2月16號的報導當中有所出現。法新社認爲金正恩自2012年開始執政，經過十餘年對北韓的治理已經形成「金正恩主義」，並且金正恩在試圖擺脫金日成與金正日在施政層面的影響。同時在北韓經濟低迷與面臨糧食危機的情況下，金正恩將自己刻畫爲不遺餘力地提高北韓民衆生活質量的領導者形象，此時若過度刻畫金日成與金正日的形象，既不利於金正恩樹立自己的個人崇拜形象，甚至於會引發北韓民衆的反感。

## 其他個人崇拜形象
北韓政府樹立個人崇拜形象的對象不僅限於北韓的最高領導者，其他隸屬於白頭血統的成員一樣也會被樹立個人崇拜形象。唯一的區別是，北韓政府爲後者樹立個人崇拜形象的程度遠不及前者。

### 金膺禹

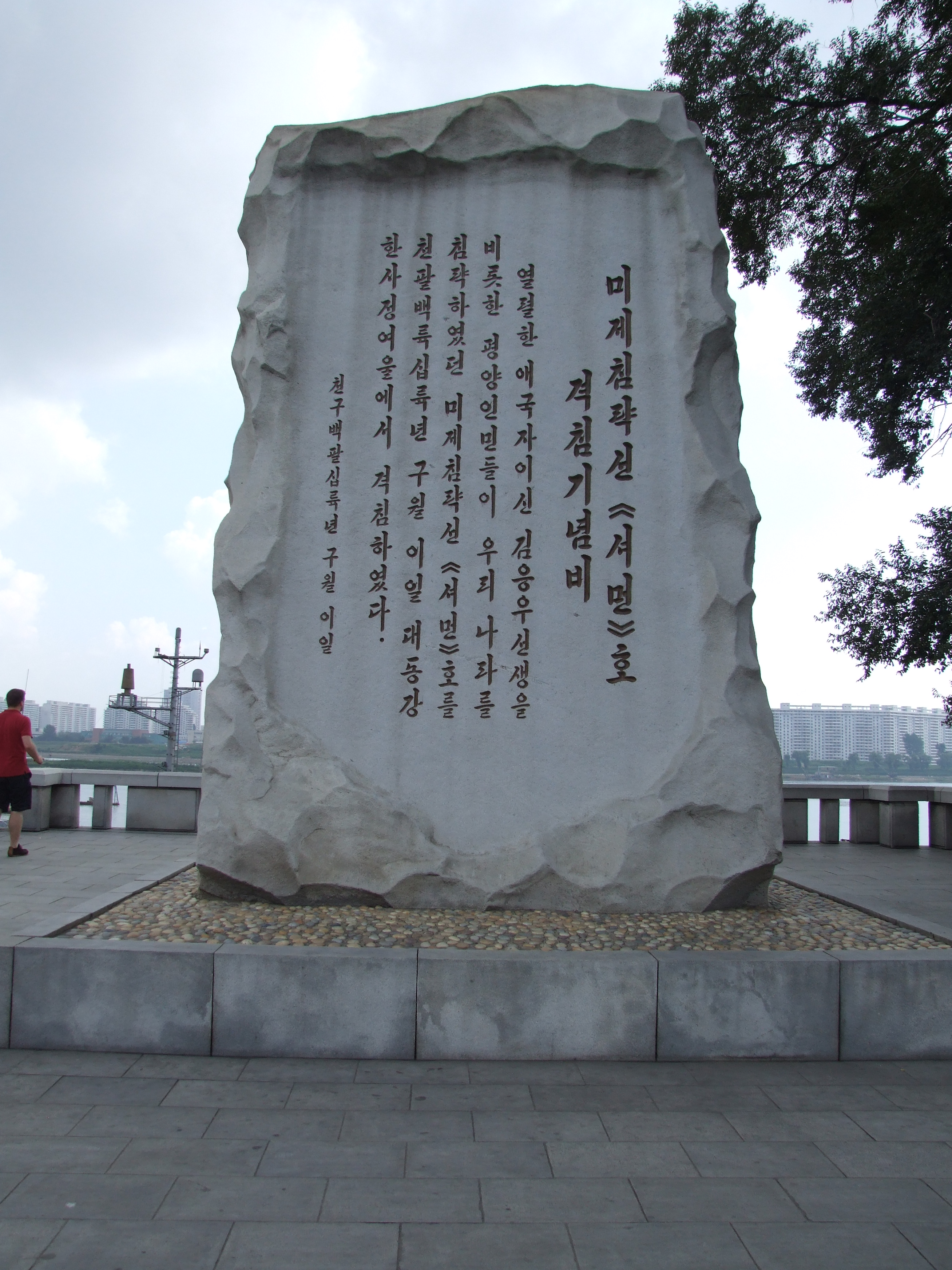
北韓政府於平壤大同江畔設立的謝爾曼將軍號事件紀念碑

根據與世紀同行的記載，金膺禹是金日成的曾祖父。北韓的歷史學家聲稱金膺禹是謝爾曼將軍號事件的義兵首領，但是北韓境外的歷史學家卻因爲無法尋得直接證據而普遍對北韓政府敘述的真實性表示存疑。

### 康盤石
康盤石是金日成的母親，同時也是除北韓最高領導者之外第一位擁有自己個人崇拜形象的白頭血統成員。起因是金日成在1960年代大力樹立自己的個人崇拜形象時，將康盤石作爲對自己樹立的形象的補充。北韓政府亦在七溝爲康盤石建造博物館與樹立雕像與設立康盤石烈士子女大學，並給予「朝鮮之母」的稱號與編寫頌讚歌曲以傳唱康盤石的事跡。

### 金亨稷
金亨稷是金日成的父亲，朝鲜政府自1980年代開始聲稱韓國獨立運動當中的三一运动是以金亨稷为領導，並以平壤崇德女子学校举行學生遊行运动时，由其中一名学生代表朗读独立宣言而开始的。北韓政府亦認定金亨稷爲柳寬順的抗日運動作出過指導，亦聲稱屆時年僅7歲的金日成亦參與從萬景台至平壤城的群衆遊行隊伍中，並在前列高喊「萬歲」口號。誠然金亨稷曾經在1917年因爲抗日運動而服刑1年，但是北韓政府爲金亨稷所撰寫的其他事跡幾乎都是可證僞的。根據徐大肅所言，北韓政府之所以堂而皇之地杜撰金亨稷的事跡，是因爲在金亨稷的抗日事跡之下更能顯現金正日作爲「虔誠之子」的屬性。而從這些故事當中，也可以一窺金日成在掌權之後爲維護自己權力的穩定所採取的措施。
爲紀念金亨稷，1975年北韓政府將平壤第一師範大學更名爲金亨稷師範大學。同時北韓政府在平壤江東郡亦設有烽火革命史蹟地博物館以作紀念。

### 金亨權
金亨權是金亨稷之弟以及金日成的叔父，北韓政府於1976年開始爲他樹立個人崇拜形象。金亨權在1930年代一度活躍在共產主義者的抗日運動當中，當時金亨權的團隊在豐山活動時因爲襲擊日本警署而被日本警察逮捕。爾後金亨權因襲警罪被判處15年的監禁並押送至西大門刑務所服刑，並於1936年1月12號在監獄中死亡。
北韓政府後來在當年金亨權襲擊警署的豐山郡樹立一座金亨權雕像以表紀念，並在1990年8月將原先的豐山郡更名爲金亨權郡。

### 金正淑

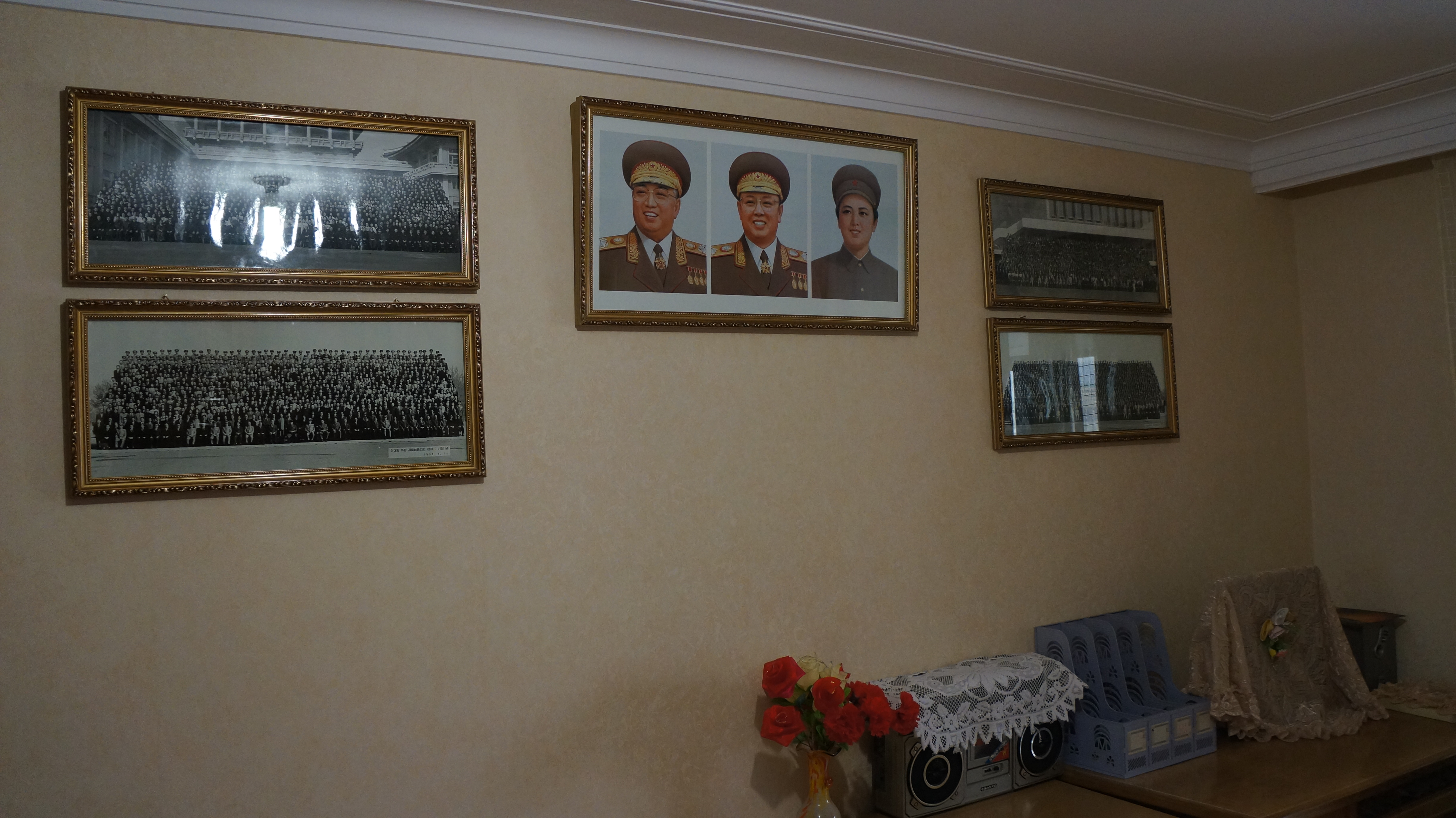
懸掛在金日成綜合大學教授住宅區中的金日成、金正日和金正淑畫像

金正淑是金日成的第二任妻子、金正日的母親，北韓當局的宣傳部門描述她為金日成的親衛戰士、立下赫赫戰功的抗日女英雄、卓越的政治活動家、永遠活在朝鮮人民的心中的偉大革命母親。也被譽為北韓的三大偉人、白頭山三大將軍、三大英雄之一，並爲當時的婦女解放運動做出過不可磨滅的貢獻。在北韓境內，金正淑也因而被尊奉為「朝鮮的母親」、模範革命家，北韓全體女性都會將金正淑的革命事跡，視爲不二學習的對象和生活的榜樣。
虽然金正淑在朝鲜政权建立一年之后就因宫外孕难产去世，且在此后相当长的一段时间内都被忽视，但是从1973年金正日被金日成钦点为朝鲜政权继承人开始，朝鲜开始大幅宣传、赞扬和纪念金正淑的革命成就。北韓政府亦在金正淑的出生地會寧建造博物館與雕像，以示紀念誠意。時任北韓第一夫人一職的金聖愛亦表示：金正淑是爲「百折不撓的共產主義革命家」。
1981年，北韓政府將原先的新坡郡更名爲金正淑郡以表紀念。在1990年代，金正淑的畫像和太陽像一樣被北韓民衆懸掛在北韓境內的住宅和樓宇當中，北韓民衆將金正淑視爲與金日成、金正日同等地位的偉人。在國際友誼展覽館當中亦有一尊金正淑的蠟像複製品，以供展示及紀念。

### 高容姬
高容姬是金正日第四任妻子與金正恩的母親，但是在北韓現行的出身成分之下，高容姬的日韓混血血統以及高容姬的父親在大日本帝國陸軍紡織廠的工作經歷，使得在正常情況下高容姬是爲底層的「敵對階級」。在金正日時期，北韓政府曾經三度嘗試套用樹立康盤石和金正淑的個人崇拜形象的邏輯，來爲高容姬樹立個人崇拜形象，但最後因爲成功樹立的難度可觀，北韓政府遂而中止樹立個人崇拜形象計劃。
北韓政府之所以三度嘗試樹立高容姬個人崇拜形象均以失敗告終，很大程度上是因爲高容姬的血統本身不適合進行大規模宣傳，反之會使得北韓政府的政治宣傳行動土崩瓦解。在金正恩成爲北韓的最高領導人之後，北韓政府爲配合先前的政治宣傳工作與個人崇拜形象樹立工作，將高容姬稱爲「偉大的母親」或者是「先軍朝鮮之母」，而甚少提及高容姬本名。
當北韓媒體在2009年爲金正恩的繼位造勢時，金正恩亦開始修繕位於大城山革命烈士陵的高容姬墓地。隨著金正恩的繼位，高容姬墓亦於2012年6月完成修繕工作。

## 個人崇拜表現物

### 永生塔

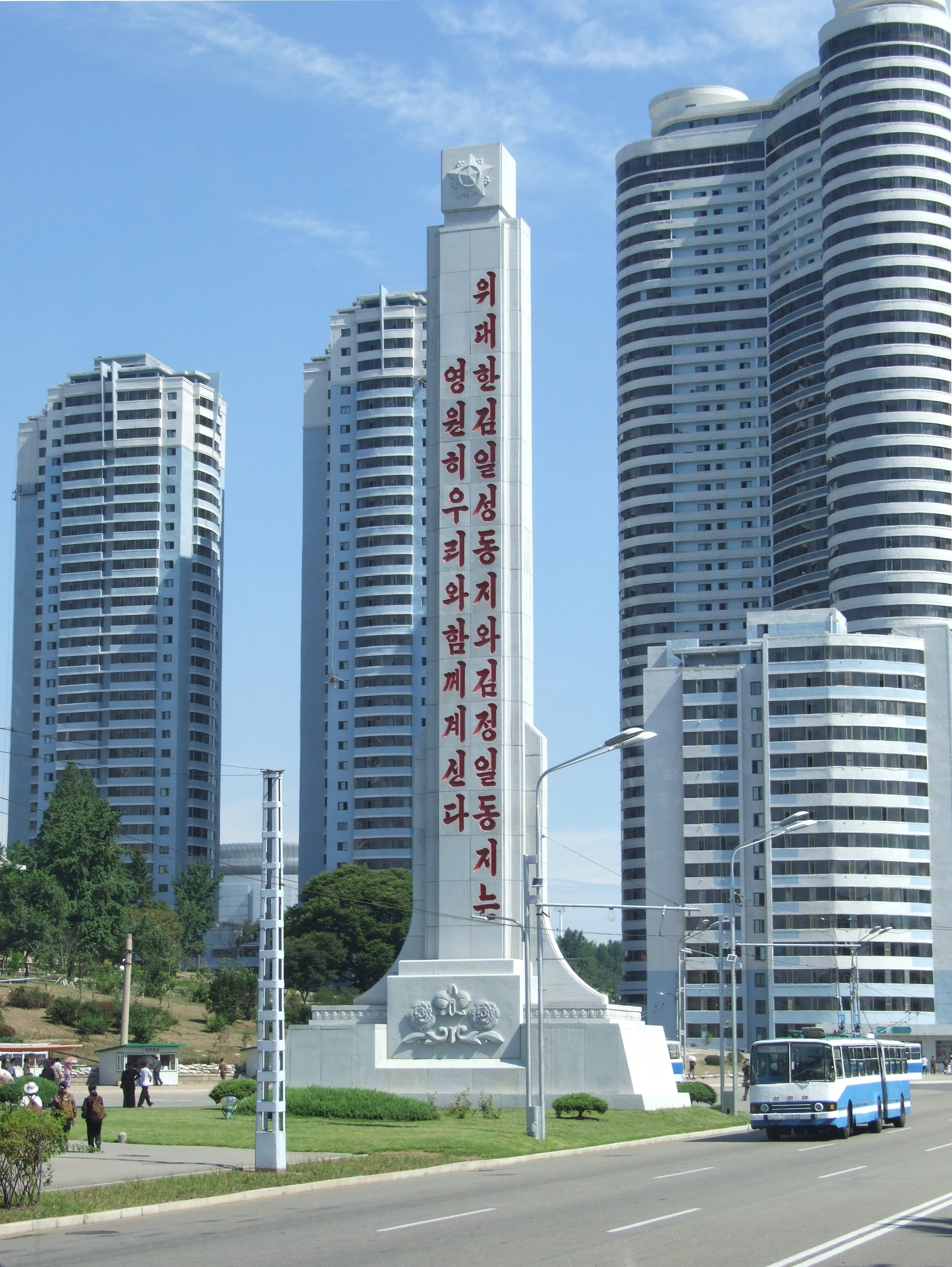
位於平壤的金日成和金正日永生塔，塔上刻有「偉大的金日成同志和金正日同志永遠與我們同在」字樣

據車維德所言，截至1992年總計有4萬座金日成的雕像樹立在北韓全境。而在金日成於1994年逝世之後，北韓政府開始在北韓全境樹立紀念金日成的建築碑，這些以紀念金日成爲目的而樹立的紀念碑被稱爲「永生塔」。而在北韓公衆假日期間，北韓民衆甚至包括訪問北韓的遊客都要向雕像或紀念碑獻花鞠躬，以表示對北韓已逝的最高領導人的尊敬。根據Google地球的顯示，截至2018年共有1.117萬各式紀念碑樹立在北韓全境。

### 太陽像
得益於北韓政府夜以繼日地爲北韓最高領導者樹立個人崇拜形象，且北韓政府亦規定：凡是懸掛太陽像，必須懸掛在最顯眼的位置，且不能有任何物體遮擋太陽像的整體視覺觀感。因此北韓的每處公共交通樞紐均懸掛著太陽像，且無一例外的懸掛在最顯眼的位置。而在其他公衆建築當中，太陽像主要懸掛在主要入口的上方。即便是在北韓市井之中，太陽像也是隨處可見。並且太陽像在室內懸掛的高度必須達到人類仰視的水平，以示對太陽像的尊敬。
所有太陽像均由北韓政府授權萬壽台創作社所生產的作品，生產出的太陽像會經過精心的裱框與上釉，亦會選用質量上乘的玻璃和木材來生產。
北韓政府亦要求北韓民衆，在諸如颱風或洪水等災難來襲時，其首要任務是將各種有印刷、雕刻、繪製、裝裱、倒模等展現金氏家族形象的藝術物品保管妥當，其中亦包括太陽像。北韓政府亦會不遺餘力宣傳因爲在災難中保護上述藝術物品而喪生的北韓民衆事蹟，以顯示北韓對於金氏家族形象表現藝術物品象徵意義的重視及加強北韓政府統治的合法性。
根據每日北韓的報道，由於朝鮮勞動黨中央黨校首開先例將金正恩肖像畫懸掛，因此北韓其他地方的朝鮮勞動黨黨校亦會緊隨步伐，在太陽像旁懸掛金正恩肖像畫。

### 北韓最高領導者像章

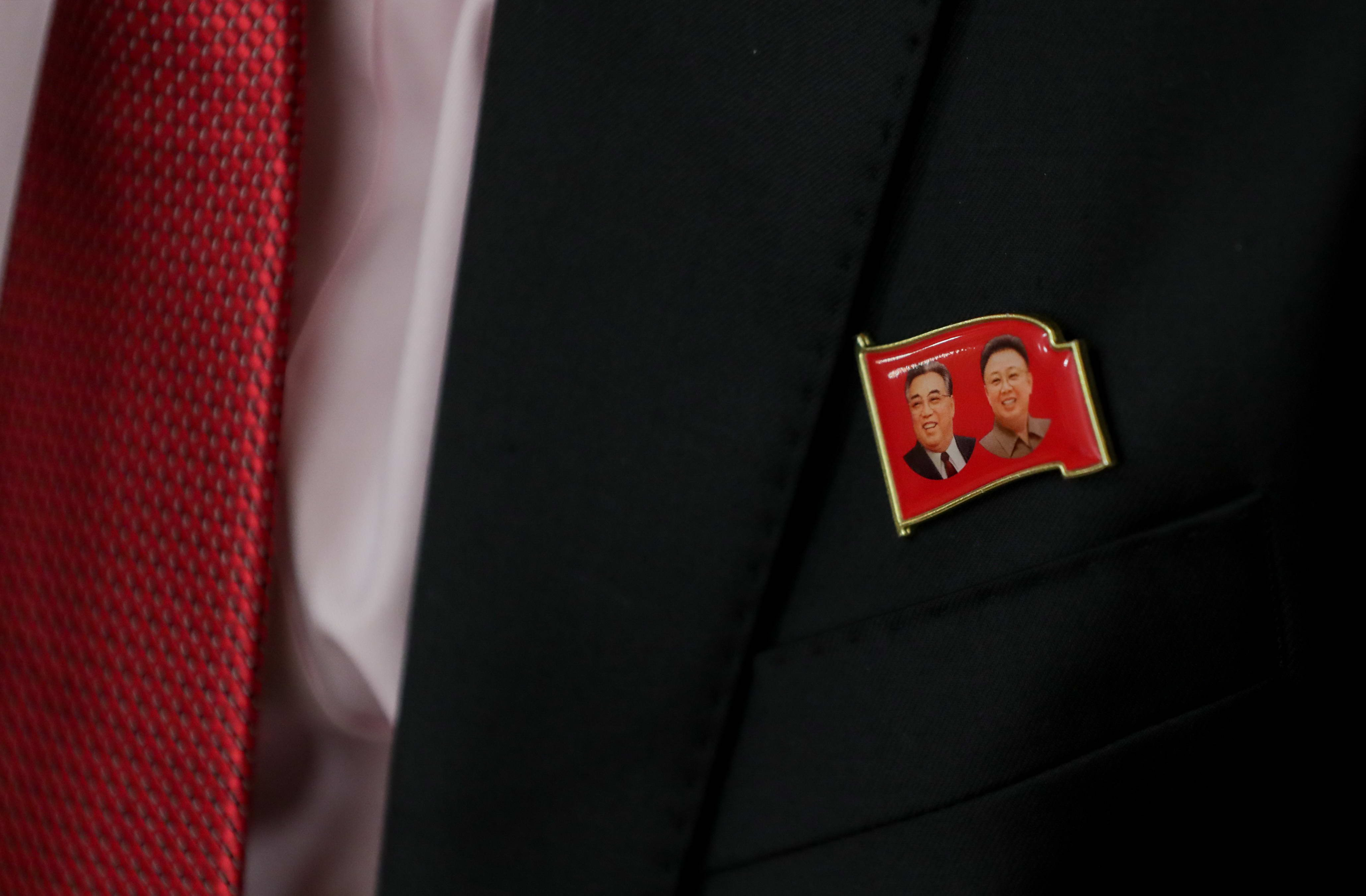
一枚佩戴著的金日成像章和金正日像章

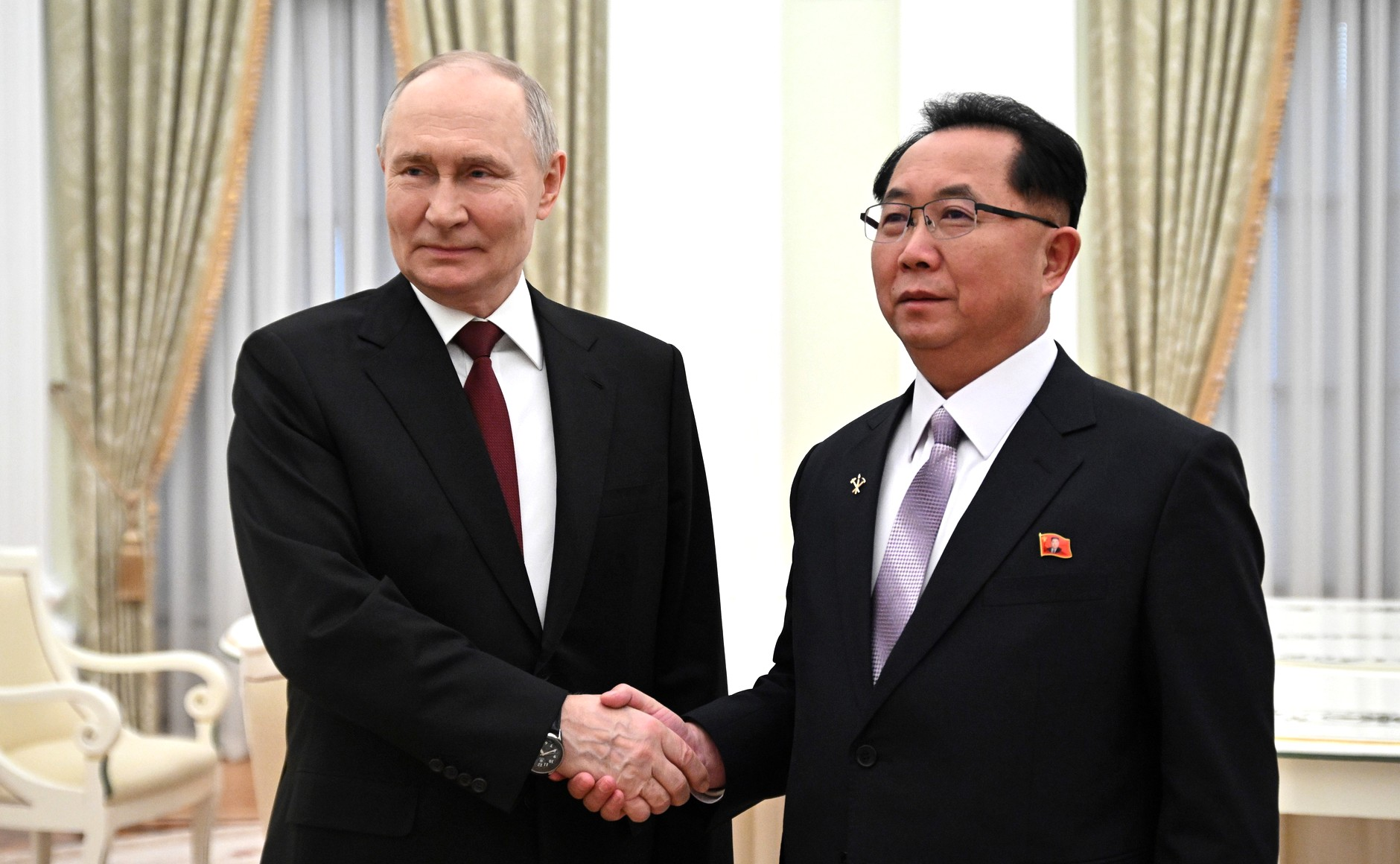
2025年2月與弗拉基米爾·普京會見的朝鮮勞動黨中央委員會候補委員李熙用佩戴著金正恩像章

北韓最高領導者像章的設計靈感，源自於中國在文化大革命時期出現的毛澤東像章。前朝鮮勞動黨中央委員會委員黃長燁表示金日成像章是因1967年甲山派事件爆發之後使得金日成的個人崇拜形象在客觀層面上加強，進而出現像章以表對金日成效忠。中國政府未曾要求過中國民衆佩戴毛澤東像章，但是對於北韓民衆而言佩戴北韓最高領導者像章是強制性的。北韓最高領導者像章在問世半個世紀之後，業已成爲北韓民衆日常著裝當中必不可少的一部分。因此也有分析認爲北韓最高領導者像章對於北韓文化的影響遠高於中國的毛澤東像章對於中國文化的影響。亦有將北韓最高領導者像章與基督教徒隨身佩戴的十字架項鏈進行比較，進而說明北韓的個人崇拜是爲政治性宗教。
雖然北韓政府強制要求北韓民衆佩戴北韓最高領導者像章，但是自北韓饑荒過後，北韓最高領導者像章在北韓民衆心目中的地位開始下降。更有北韓民衆將原先視作神聖的北韓最高領導者像章透過走私等方式銷往中國，並以廉價紀念品的性質售賣。亦有脫北者將北韓最高領導者像章，稱爲「奴隸的像章」。
北韓民衆自12歲起即需佩戴北韓最高領導者像章，而年齡屆滿16歲及以上的北韓民衆在非家庭場合均需佩戴北韓最高領導者像章。
北韓政府規定北韓最高領導者像章須佩戴於內在衣物之上，例如襯衫上或西服翻領處。而在佩戴位置上，通常需要佩戴在左側心臟上方。多數的北韓民衆，在出境之後亦會隨身佩戴北韓最高領導者像章。儘管北韓官員聲稱佩戴北韓最高領導者像章是出於「絕對的忠誠」，但是對於北韓民衆而言，佩戴北韓最高領導者像章是爲規避北韓政府的質詢。而在少數如宗教場所的環境下，不佩戴北韓最高領導者像章是被允許的行爲。
在2024年6月30號朝鮮勞動黨第八屆中央委員會第十次全體會議上朝鮮中央通訊社對朝鮮勞動黨中央委員會官員攝像時，部分官員已經開始佩戴金正恩像章，中央社評價北韓此舉是「造神無極限」。紐約時報則認爲若按照北韓的慣例，金正恩像章最後會成爲北韓民衆最普遍的像章佩戴選擇。

## 樹立個人崇拜形象的開銷

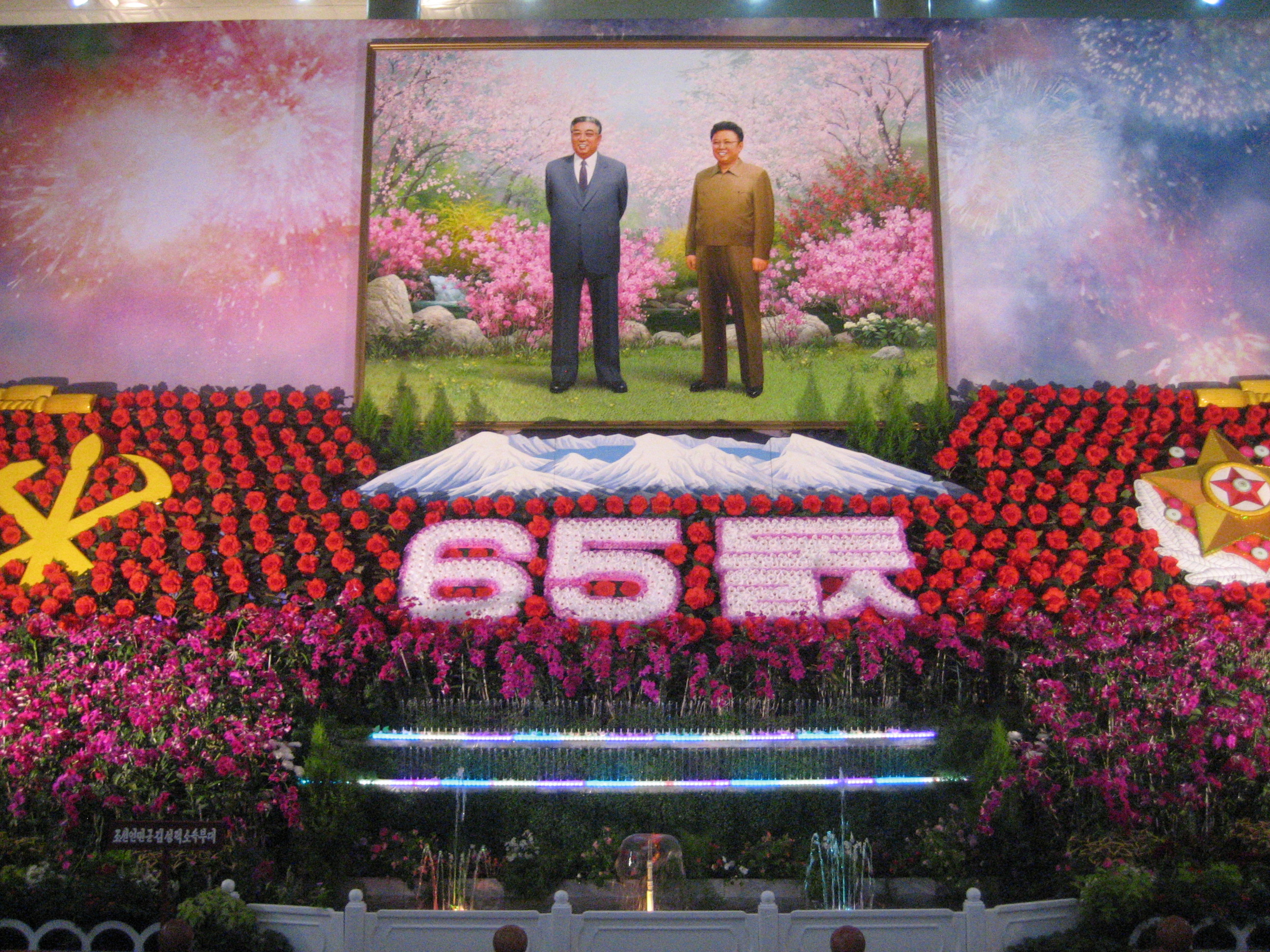
2010年在朝鮮勞動黨65周年慶典當中展示的金日成花和金正日花

於1976年竣工的錦繡山太陽宮原先是爲金日成的官邸，而在金日成於1994年逝世之後，金日成的長子金正日宣佈將金日成的遺體永久保存在議事堂的水晶棺當中。爾後金正日於2011年逝世之後，金正恩亦效仿金正日當年保存金日成遺體的方式保存金正日的遺體。錦繡山太陽宮亦是爲2025年規模最大的共產主義領導者陵墓。
即便金正日保存金日成遺體之時正值北韓饑荒時期，但據估算金正日爲延續金日成的個人崇拜形象及穩定自己的個人崇拜形象，至少花費1億美元用以改造錦繡山太陽宮，亦有研究表明金正日花費9億美元用以改造。對此南韓經濟史學者李榮薰批評北韓政府即便是在北韓饑荒時期仍全然不顧北韓民衆的生活狀況，而一心撲在樹立最高領導者的個人崇拜形象上。並稱若北韓政府真正如同聲稱的那般愛護民衆，這筆資金應該用於救助北韓受災民衆上進而緩解饑荒事態，亦可以大幅減少因饑荒而亡的北韓民衆。
北韓政府爲維持領導者個人崇拜形象所進行的總體開銷數額，在不同版本的公開檔案當中相差甚遠。南韓對外經濟政策硏究院所發表的白皮書當中顯示北韓政府在2004年爲維持領導者個人崇拜形象的開銷佔到北韓政府全年預算的38.5%，高於1990年的19%總預算佔比。南韓朝鮮日報和英國每日郵報均發表過估算北韓政府於2012年爲維持領導者個人崇拜的形象的開銷，前者是爲4,000萬美元，而後者是爲1億美元，德國之聲評價北韓爲維持領導者個人崇拜形象所進行的開銷是「一擲千金」。

## 公衆假日

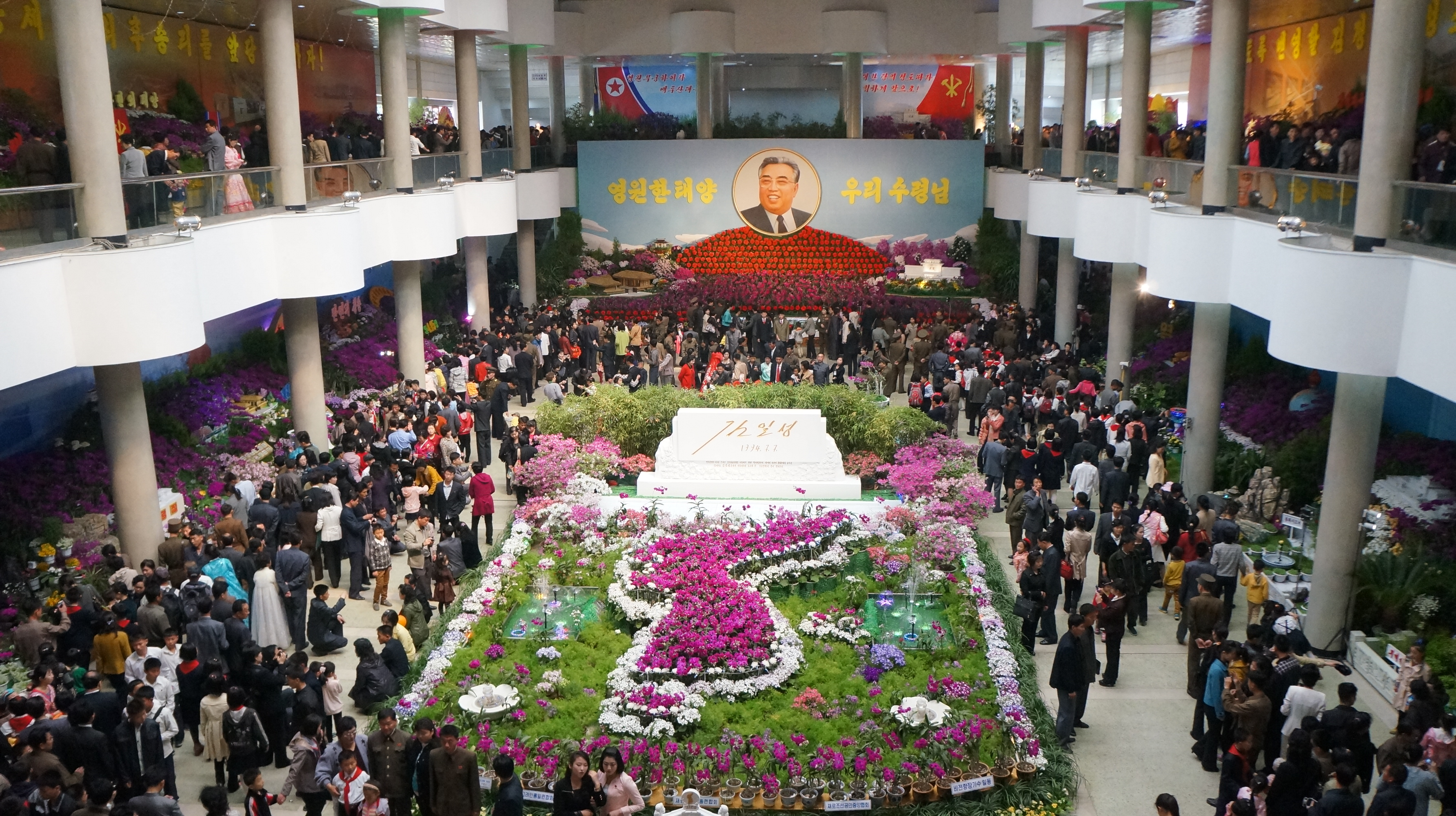
2014年太陽節期間在錦繡山太陽宮展覽的金日成肖像、金日成花和金正日花

在北韓境內，金日成生日和金正日生日的重要性，甚至高過北韓農曆新年的重要性。北韓政府通常也會在節日期間加強對平壤和邊境地區的管理，並頒佈「特別警備周」令進入「非常戒嚴」狀態，另據每日北韓的報導，北韓政府在迎接最高領導者生日時還會管制露天攤販、非法銷售以及流浪乞討人員。北韓境內的兒童在太陽節、光明星節和金正恩生日期間會收到餅乾和糖果等禮物。
同時，在北韓境內慶祝已逝最高領導者的生日具有一定的強制性。北韓政府會在節日來臨前夕安排各類諸如舞蹈、體育賽事以及閱兵並強制北韓民衆參與，北韓民衆亦需要在節日期間向各式紀念碑獻花。同時作爲慶祝活動的其中一環，北韓媒體在已逝最高領導者的假期前夜亦會播放一部講述其生前生活與成就的電影，而在播放結束之前，原則上北韓民衆不允許睡覺。
即便截至2025年金正恩的生日尚未正式成爲北韓假日，北韓官方在慶祝的規模上也不及太陽節和光明星節，但是據每日北韓的報導，由於北韓政府在金正恩生日期間會號召各組織和單位組織特別警備組，並且各洞事務所和人民班也同步增強警備，其警備力度已和金日成生日與金正日生日不相上下。因此，北韓民衆開始逐漸將金正恩生日視爲北韓的節日。每日北韓的報導中還指出，北韓民衆因爲早已對北韓節日期間的特別警備感到稀鬆平常，所以北韓民衆對金正恩的生日總體抱持積極態度。

## 網路管制
根據每日北韓的報導，在瀏覽朝鮮中央通訊社和勞動新聞等北韓媒體網頁端時，若將置於刊登的金正恩攝像之上，則滑鼠指標會予以隱藏，此舉體現北韓政府對最高領導者的偶像化塑造，亦推測是在防範不敬行爲。同時，在帶有圖片擷取功能的北韓智能電話當中，若使用互動捷徑，例如手指下滑動作在提供北韓最高領導者著作閱覽程式頁面的擷取，其擷取行爲會被程式拒絕，此亦爲北韓政府認爲對於最高領導者圖片與著作做出手指下滑動作是不敬行爲，因而採取禁止措施。

## 國際影響

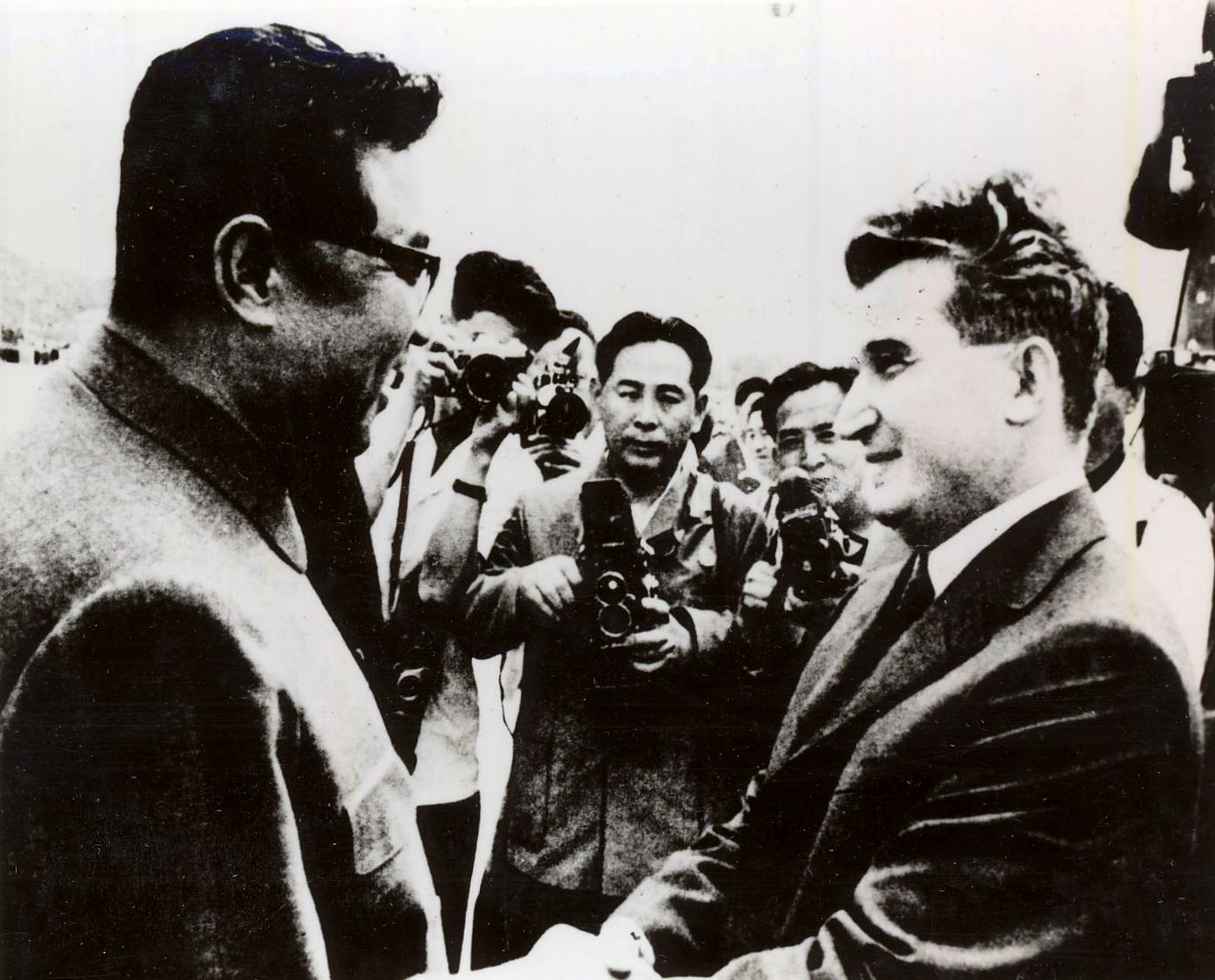
1971年正在訪問北韓並與金日成握手的尼古拉·壽西斯古

羅馬尼亞共產黨總書記尼古拉·壽西斯古於1971年訪問北韓，壽西斯古在訪問北韓期間對金日成樹立的個人崇拜形象和金日成的獨攬大權進行高度評價。爲表示支持，壽西斯古在訪問北韓之後將金日成樹立個人崇拜形象的方式，複用到樹立自己的個人崇拜形象上。
此外，掌管敘利亞復興黨政權的阿薩德家族個人崇拜也受到北韓個人崇拜影響，敘利亞政府同樣使用神格化的方式塑造阿薩德家族個人崇拜形象，例如將哈菲兹·阿薩德稱爲「不朽領袖」與「聖潔之士」，將巴沙爾·阿薩德稱爲「年輕領袖」與「民衆希望」，並將他們尊為「現代敘利亞的奠基人」，有鑒於此，亦有媒體與學者比照「金氏王朝」將阿薩德家族稱爲「阿薩德王朝」。
截至2006年，國際友誼展覽館當中陳列著6萬至22萬件金日成、金正日與金正恩收到來自於他國元首、商業夥伴以及友好人士的禮物。北韓政府稱國際友誼展覽館當中按大洲、國度、層級與年代陳列著來自188個國家向北韓政府贈送的逾11.6萬件禮物。網站我的國家也有專門的欄目來展示部分金日成、金正日與金正恩收到的禮物。北韓政府對這些最高領導人收到的禮物引以爲傲，並認爲這些禮物是證明北韓最高領導人在國際上受到廣泛歡迎的證據。媒體New Focus International認爲，宣揚北韓政權在國際上受到廣泛支持的觀點，也有助於北韓政府強化對北韓民衆的統治。對於參觀國際友誼展覽館遊客而言，在進出展覽館時均要按照北韓的禮節與傳統，對金日成與金正日的畫像鞠躬致敬。

## 关联条目
- 幸福北韓
- 夜霧命令
- 尼亞佐夫的個人崇拜
- 毛泽东崇拜
- 习近平崇拜
- 斯大林崇拜
- 去列寧化
- 神格化

## 資料來源
1. ↑  Lucy Williamson. . BBC News. 2011-12-27  [2013-01-09]. （原始内容存档于2013-02-02）.
2. ↑  Jennifer Crewe. Peter H. Lee , 编. . Columbia University Press. 1996: 419  [2024-11-24]. ISBN 9780231515313. （原始内容存档于2025-01-20）.
3. ↑  Ben Forer. . ABC News. 2012-01-12  [2013-01-09]. （原始内容存档于2012-04-14）.
4. ↑  . US State Dept. 2011-12-02  [2013-01-09]. （原始内容存档于2013-01-01）.
5. ↑  Armstrong, Charles K. . Ithaca: Cornell University Press. 2013: 222  [2022-11-26]. ISBN 978-0-8014-6879-7. （原始内容存档于2023-02-20）.
6. ↑  Hunter, Helen-Louise. . Greenwood Publishing Group. 1999: 25  [2013-08-31]. ISBN 9780275962968. （原始内容存档于2014-01-11）.
7. 1 2  Suh 1988，第314頁
8. ↑  Staff. . New Focus International. 2013-12-27  [2014-01-22]. （原始内容存档于2014-01-26）.
9. ↑  Bruce Cumings. . W. W. Norton & Company, 2005. 2005: 414-446  [2024-11-24]. ISBN 9780393347531.
10. ↑  .   [2013-05-23]. （原始内容存档于2013-01-15）.
11. 1 2  
. New Focus International. 2013-05-20  [2013-05-24]. （原始内容存档于2013-08-02）.
12. ↑  Lee Sang Yong. . DailyNK. 2015-12-29  [2015-12-29]. （原始内容存档于2016-01-08）.
13. ↑  江迅. . 香港: 明報出版社. 2012: 363-364  [2024-11-24]. ISBN 978-988-8135-08-0.
14. ↑  .   [2016-01-29]. （原始内容存档于2016-02-03）.
15. ↑  . 朝鮮中央通訊社. 2025-01-02  [2025-01-20].
16. ↑  . 朝鮮中央通訊社. 2025-02-09  [2025-02-10].
17. ↑  . KCNA. 2015-05-20. （原始内容存档于2019-11-24）.
18. 1 2  . 朝鮮中央通訊社.   [2024-12-28]. （原始内容存档于2025-01-20）.
19. ↑  .   [2023-02-17]. （原始内容存档于2023-02-17）.
20. ↑  . 韩联社. 2021-10-13  [2021-10-13]. （原始内容存档于2021-10-24）.
21. ↑  . 每日北韓. 2025-05-07  [2025-05-09]. （原始内容存档于2025-05-12）.
22. 1 2  . New Focus International. 2013-05-27  [2013-05-27]. （原始内容存档于2014-04-07）.
23. ↑  . 勞動新聞. 2024-09-27  [2024-10-10].
24. ↑  . 朝鮮中央通訊社. 2024-11-26  [2024-11-26]. （原始内容存档于2024-12-08）.
25. ↑  . 朝鮮中央通訊社. 2024-09-25  [2024-10-10]. （原始内容存档于2025-03-27）.
26. ↑  . 朝鮮中央通訊社. 2024-09-18  [2024-10-10]. （原始内容存档于2025-04-21）.
27. ↑  Jason LaBouyer "When friends become enemies — Understanding left-wing hostility to the DPRK" Lodestar. May/June 2005: pp. 7–9. Korea-DPR.com. Retrieved 2007-12-18
28. ↑  Dean Nelson. . The Telegraph. 2011-12-23  [2013-01-09]. （原始内容存档于2012-03-14）.
29. ↑  Portal, Jane. . United Kingdom: Reaktion Books. 2005: 98  [2013-01-27]. ISBN 9781861898388. （原始内容存档于2014-06-27）.
30. 1 2 3  Becker, Jasper. . Oxford University Press. 2005. ISBN 978-0-19-517044-3.
31. 1 2 3 4  . KBS World Radio.   [2013-03-15]. （原始内容存档于2013-03-19）.
32. ↑  Cha, John. . United States: Abbott Press. 2012: 39. ISBN 978-1-4582-0216-1.
33. ↑  Lim, Jae-Cheon. . Routledge. 2008: 40. ISBN 9780203884720.
34. ↑  Hwang Jang-yop. . Columbia Law School. 2006  [2014-01-22]. （原始内容存档于2013-01-04）.
35. ↑  B. R. Myers. . 由黃煜文翻译. 臉譜出版. 2012: 124-131  [2024-11-24]. ISBN 9862352159. （原始内容存档于2025-01-20）.
36. 1 2  . Korean Central News Agency. 2012-04-03  [2013-03-15]. （原始内容存档于2014-02-01）.
37. ↑  Suh 1988，第320頁
38. 1 2  Demick 2009，第120–123頁
39. ↑  Demick, Barbara. . Nothingtoenvy.com.   [2013-01-08]. （原始内容存档于2012-11-05）.
40. ↑  Chol-hwan Kang and Pierre Rigoulot (2005). The Aquariums of Pyongyang: Ten Years in the North Korean Gulag, Basic Books, p. 3. ISBN 0-465-01104-7.
41. ↑  Sebastien Berger. . 雅虎新聞. 2018-04-13  [2020-07-23]. （原始内容存档于2022-11-29）.
42. ↑  David R Arnott. . NBC News. 2011-04-06  [2013-07-25]. （原始内容存档于2013-05-26）.
43. ↑  B. R. Myers.  [最純潔的種族：北韓人眼中的北韓人]. 由黃煜文翻译. 臉譜出版. 2012: 135  [2024-12-25]. ISBN 9789862352151. （原始内容存档于2025-01-20）.
44. ↑  . 我的國家.   [2022-11-29]. （原始内容存档于2021-01-14）.
45. ↑  . CBS News. 2011-12-21  [2013-08-31]. （原始内容存档于2013-10-19）.
46. ↑  芭芭拉·德米克. . Spiegel & Grau. 2009-12-29. ISBN 9780385523905 （英语）.
47. ↑  北韓1972年憲法（1998年修訂版）- 英文維基文庫
48. 1 2  David McNeill. . The Independent. 2011-12-20  [2013-02-14]. （原始内容存档于2013-12-14）.
49. ↑  . 参考消息. 1997-07-11  [2020-01-27]. （原始内容存档于2020-10-04）.
50. ↑  Ben Piven. . Al Jazeera. 2012-04-10  [2013-08-22]. （原始内容存档于2013-05-23）.
51. 1 2  . 韓聯社. 2024-10-17  [2024-10-17]. （原始内容存档于2024-10-18）.
52. ↑  Jaeyeon Woo & Alastair Gale. . 華爾街日報. 2011-10-13  [2014-02-08]. （原始内容存档于2014-02-22）.
53. ↑  Mind-boggling 'facts' about Kim Jong-il
54. 1 2  
전, 영선.  [A New View of North Korean Society and Culture]. 역락. 2006. ISBN 89-5556-491-0.
55. ↑  Suh 1988，第276–280頁
56. ↑  Demick 2009，第123頁
57. 1 2  Robert Marquand. . The Christian Science Monitor. 2007-01-03  [2013-05-24]. （原始内容存档于2012-01-08）.
58. ↑  . 조선중앙통신. 2025-01-30  [2025-02-10]. （原始内容存档于2025-02-16）.
59. ↑  Julian Ryall. . The Telegraph. 2011-01-31  [2013-01-08]. （原始内容存档于2012-04-18）.
60. ↑  . FRANCE 24. 2010-04-07  [2011-11-19]. （原始内容存档于2011-12-19）.
61. ↑  . KCNA. 2009-02-12  [2014-02-10]. （原始内容存档于2014-10-12）.
62. ↑  江迅. . 香港: 明報出版社. 2012: 307  [2024-11-24]. ISBN 978-988-8135-08-0.
63. ↑  Melissa Bell. . Washington Post. 2011-12-20  [2013-06-13]. （原始内容存档于2012-01-29）.
64. 1 2 3 4 5  . 紐約時報. 2024-07-03  [2024-12-30]. （原始内容存档于2025-01-14）.
65. ↑  .   [2013-05-23]. （原始内容存档于2013-10-29）.
66. ↑  Kim Jong-un. . Naenara: 1. 2012  [2013-01-08]. （原始内容存档于2013-01-15）.
67. ↑  Choe Sang-hun; Norimitsu Onishi. . 紐約時報. 2011-12-20  [2013-02-11]. （原始内容存档于2012-11-07）.
68. ↑  Tom Geoghegan. . BBC News. 2011-12-20  [2013-08-24]. （原始内容存档于2013-08-21）.
69. 1 2  . The Chosun Ilbo. 2012-08-25  [2013-08-11]. （原始内容存档于2013-09-21）.
70. ↑  Anna Fifield. . Washington Post. 2012-08-25  [2015-07-29].
71. ↑  . 朝鮮中央通訊社. 2025-02-07  [2025-02-10]. （原始内容存档于2025-02-07）.
72. ↑  . NBC NEWS. 2009-06-13  [2023-02-01]. （原始内容存档于2023-02-01）.
73. ↑  David Chance; Jack Kim. . Reuters. 2011-12-09  [2013-01-09]. （原始内容存档于2013-01-23）.
74. ↑  Austin Ramzy. . Time Magazine. 2012-07-18  [2013-10-16]. （原始内容存档于2013-10-22）.
75. ↑  . 朝鮮日報. 2012-11-22  [2023-02-01]. （原始内容存档于2023-02-03）.
76. ↑  The Associated Press. . 朝日新聞. 2013-01-07  [2013-01-09]. （原始内容存档于2013-10-17）.
77. ↑  .   [2013-05-23]. （原始内容存档于2016-11-09）.
78. 1 2  . 人民网. 2013-01-08  [2013-05-24]. （原始内容存档于2013-10-29）.
79. ↑  Choi Song Min. . Daily NK. 2012-01-11  [2013-09-01]. （原始内容存档于August 24, 2013-08-24）.
80. ↑  . RFA.   [2015-07-19]. （原始内容存档于2015-09-24）.
81. ↑  . The Chosun Ilbo. 2013-10-16  [2013-10-16]. （原始内容存档于2013-10-12）.
82. ↑  . 朝鮮日報. 2013-08-13  [2023-02-02]. （原始内容存档于2023-02-03）.
83. ↑  . 大公網. 2013-12-11  [2023-02-02]. （原始内容存档于2013-12-17）.
84. ↑  Alexandre Mansourov. . 北緯38度. 2013-12-13  [2013-12-21]. （原始内容存档于2013-12-19）.
85. ↑  Julian Ryall. . 2015-01-09  [2015-01-20]. （原始内容存档于2015-01-21）.
86. ↑  . 自由時報. 2024-04-10  [2025-04-16].
87. ↑  何允儿. . Daily NK. 2019-06-12  [2021-03-05]. （原始内容存档于2019-06-22）.
88. ↑  . 네이트. 2024-01-04  [2024-01-07]. （原始内容存档于2024-01-07）.
89. ↑  . 韓聯社. 2024-04-18  [2025-04-16]. （原始内容存档于2025-01-18）.
90. ↑  . 朝鮮中央通訊社. 2024-05-01  [2024-05-03].
91. ↑  . 朝鮮中央通訊社. 2024-04-16  [2024-05-03]. （原始内容存档于2024-05-02）.
92. ↑  . 朝鮮中央通訊社. 2025-04-15  [2025-04-16]. （原始内容存档于2025-04-15）.
93. ↑  . 朝鮮中央通訊社. 2024-04-15  [2024-05-03]. （原始内容存档于2024-05-02）.
94. ↑  . 朝鮮中央通訊社. 2025-04-16  [2025-04-16]. （原始内容存档于2025-04-16）.
95. ↑  . 韓聯社. 2024-04-16  [2024-05-03]. （原始内容存档于2024-05-02）.
96. ↑  . 星島日報. 2025-04-16  [2025-04-16].
97. ↑  . 로동신문. 2025-04-15  [2025-04-16].
98. ↑  . 韓聯社. 2025-04-15  [2025-04-16]. （原始内容存档于2025-04-15）.
99. ↑  . Daily NK. 2024-04-25  [2024-05-03]. （原始内容存档于2024-06-12）.
100. ↑  . 韓聯社. 2025-04-09  [2025-04-16]. （原始内容存档于2024-04-16）.
101. ↑  . BBC中文.  事件发生在 0:38. 2024-04-16  [2024-05-24]. （原始内容存档于2024-04-28）.
102. ↑  . 自由時報. 2024-04-20  [2024-05-24]. （原始内容存档于2024-05-26）.
103. ↑  . 韓聯社. 2024-04-19  [2024-02-21]. （原始内容存档于2024-04-21）.
104. ↑  . 雅虎新聞. 2024-04-18  [2024-04-21].
105. ↑  . MSN. TVBS. 2024-05-23  [2024-05-24].
106. ↑  . 朝鮮中央通訊社. 2024-05-22  [2024-05-24]. （原始内容存档于2024-05-23）.
107. ↑  . 民視新聞. 2024-05-22  [2024-05-24].
108. ↑  . 韓聯社. 2024-05-22  [2024-05-24]. （原始内容存档于2024-05-23）.
109. ↑  . 韓聯社. 2024-05-23  [2024-05-23]. （原始内容存档于2024-05-23）.
110. ↑  . 朝鮮中央通訊社. 2025-02-17  [2025-04-16]. （原始内容存档于2025-02-17）.
111. ↑  . 中央日報. 2025-02-17  [2025-04-16]. （原始内容存档于2025-02-18）.
112. ↑  . AFP. 2025-02-06  [2025-04-16].
113. ↑  金日成. . 平壤: 外文出版社. 1994: 39  [2015-01-31]. OCLC 28377167. （原始内容存档于2015-02-25）. 我们家在万景台扎根落户，是在曾祖父（金膺禹）一代
114. ↑  Samuel J. Cox, Director NHHC. . H-Gram. No. 63 (Naval History and Heritage Command). 2021-07  [2021-09-28]. （原始内容存档于2022-06-15）.
115. 1 2  Jae-Cheon Lim. . Routledge. 2015-03-24: 24–25  [2023-02-06]. ISBN 978-1-317-56741-7. （原始内容存档于2023-02-20）.
116. ↑  梁贞儿. . Daily NK. 2008-03-01  [2021-03-05]. （原始内容存档于2021-05-09）.
117. 1 2  Andreĭ Nikolaevich Lanʹkov. . Hurst & Company. 2002: 1-48  [2024-11-24]. ISBN 9781850655633. （原始内容存档于2025-01-20）.
118. ↑  Suh 1988，第5頁
119. ↑  Martin 2004，第18頁
120. ↑  江亚平; 程大雨. . 新華網. 新華社. 2019-03-28  [2019-11-01]. （原始内容存档于2020-08-11） （中文（简体））.
121. ↑  . KCNA. 2011-03-15. （原始内容存档于2014-10-12）.
122. ↑  Jae-Cheon Lim. . ResearchGate. 2010-09  [2015-07-11].
123. ↑  . 1976: 12. OCLC 3526301.
124. ↑  Cathcart, Adam. . Sino-NK. 2012-01-14  [2015-07-11]. （原始内容存档于2022-10-22）.
125. ↑  Yonhap News Agency, Seoul. . M.E. Sharpe. 2002-12-27: 47  [2023-02-06]. ISBN 978-0-7656-3523-5. （原始内容存档于2023-02-20）.
126. ↑  .   [2013-05-23]. （原始内容存档于2014-02-19）.
127. ↑  Choi Jin I. . Daily NK. 2005-02-25  [2014-02-28]. （原始内容存档于2015-09-23）.
128. ↑  .   [2022-03-28]. （原始内容存档于2021-11-29） （英语）.
129. ↑  Suh 1988，第279頁
130. ↑  .   [2023-02-06]. （原始内容存档于2016-03-06）.
131. ↑  . KCNA. 2012-04-26  [2014-02-28]. （原始内容存档于2014-02-28）.
132. ↑  Mark Willacy, Kim Jong-un's grandfather 'was Japanese collaborator' （页面存档备份，存于）, ABC News 2012-05-11
133. 1 2  Ko Young-ki. . Daily NK. 2012-06-26  [2013-03-29]. （原始内容存档于2017-09-23）.
134. ↑  Cho Jong-ik. . Daily NK. 2012-06-30  [2012-07-01]. （原始内容存档于2014-09-24）.
135. ↑  . 中央日報. 2016-11-22  [2023-02-06]. （原始内容存档于2023-02-06）.
136. ↑  . 中央日報. 2016-03-29  [2023-02-06]. （原始内容存档于2023-02-06）.
137. ↑  Cha, Victor. . New York City, USA: ECCO, HarperCollins. 2013: 73. ISBN 978-0-06-199851-5.
138. ↑  . 网易. 2012年1月12日  [2012-01-18]. （原始内容存档于2012-01-15） （中文（简体））.
139. ↑  Adrian Brown. . BBC News. 2011  [2013-09-01]. （原始内容存档于2013-09-03）.
140. ↑  Robert L, Worden. . United States of America: Government Printing Office. 2009: 76. ISBN 9780160814228. （原始内容存档于2013-12-11）.
141. ↑  Jacob Bogle. . AccessDPRK. 2019-02-27  [2019-05-12]. （原始内容存档于2022-12-10）.
142. ↑  Hunter, Helen-Louise. . Westport: Praeger Publishers. 1999: 16  [2023-02-11]. ISBN 978-0-275-96296-8. （原始内容存档于2023-02-20）.
143. ↑  Andrei Lankov. . Asia Times Online. 2012-05-03  [2013-09-01]. 原始内容存档于2018-11-06.
144. ↑  Lankov, Andrei. . Jefferson: McFarland. 2007: 26  [2023-02-11]. ISBN 978-0-7864-5141-8. （原始内容存档于2023-02-20）. The portraits adorn the enterance of all major public buildings, railway stations and schools.
145. ↑  Lankov, Andrei. . Jefferson: McFarland. 2007: 26  [2023-02-11]. ISBN 978-0-7864-5141-8. （原始内容存档于2023-02-20）. North Korea is a country of portraits - portraits of Kim Il Sung and Kim Jong Il, that is. The portraits are ubiquitous.
146. ↑  Oliver Hotham. . The Guardian. 4 2015-09-04  [2015-09-04]. （原始内容存档于2015-09-05）.
147. ↑  Lankov, Andrei. . Jefferson: McFarland. 2007: 26  [2023-02-11]. ISBN 978-0-7864-5141-8. （原始内容存档于2023-02-20）. All portraits are produced by Mansudae workshops that specialize in making images of Kim Il Sung, Kim Jong Il, and their relatives. They are framed and glazed (and only the best glass and timber will do!).
148. ↑  . 德國之聲. 2023-08-10  [2024-08-05]. （原始内容存档于2024-08-04）.
149. ↑  . 雅虎奇摩 via TVBS. 2023-08-11  [2024-08-05]. （原始内容存档于2024-08-04）.
150. ↑  . 每日北韓. 2024-05-28  [2024-05-29]. （原始内容存档于2024-05-28）.
151. ↑  Kwon, Heonik; Chung, Byung-Ho. . Lanham: Rowman & Littlefield Publishers. 2012: 142. ISBN 978-1-4422-1577-1.
152. ↑  Lim Jae-Cheon. . New York: Taylor & Francis. 2015. ISBN 978-1-317-56740-0.
153. 1 2  Hoare, James E. . . Lanham: Scarecrow Press. 2012: 57. ISBN 978-0-8108-7987-4.
154. 1 2  Ferrante, Joan.  (Six Edition). Belmont: Cengage Learning. 2005: 89. ISBN 0-495-00561-4.
155. 1 2  Sung, Chul Yang. In Soong, Hoom Kil; Moon, Chung-in , 编. . Albany: State University of New York Press. 2010: 300. ISBN 978-0-7914-9101-0.
156. ↑  Lankov, Andrei. . Oxford: Oxford University Press. 2015: 53. ISBN 978-0-19-939003-8.
157. ↑  Hyowon Shin. . NK News. 2013-07-30. （原始内容存档于2018-06-15）.
158. ↑  Demick 2009，第316頁
159. ↑  Hoare, James E. . . Lanham: Scarecrow Press. 2012: 322. ISBN 978-0-8108-7987-4.
160. ↑  . 朝鮮中央通訊社. 2024-06-30  [2024-10-10]. （原始内容存档于2025-01-20）.
161. ↑  . 中央社. 2024-06-30  [2024-10-10]. （原始内容存档于2025-02-21）.
162. ↑  Burdick 2010，第100頁
163. ↑  Mark Johanson. . International Business Times. 2013-01-23  [2013-02-14]. （原始内容存档于2013-09-28）.
164. ↑  Hassig 2009，第53頁
165. ↑  Kim 2001，第20頁
166. ↑  久保田るり子. . 產經新聞. 2008-09-07  [2016-09-11]. （原始内容存档于2008-09-10）.
167. ↑  . AsiaNews C.F. 2007-01-10  [2013-10-13]. （原始内容存档于2013-10-16）.
168. ↑  Mike Firn. . The Daily Telegraph. 2012-12-05  [2013-10-13]. （原始内容存档于2013-11-04）.
169. ↑  . 德國之聲. 2012-12-06  [2024-08-05]. （原始内容存档于2024-08-04）.
170. ↑  . 韓聯社. 2020-01-25  [2023-02-15]. （原始内容存档于2023-02-19）.
171. ↑  . 韓聯社. 2016-04-29  [2023-02-15]. （原始内容存档于2023-02-20）.
172. ↑  . 每日北韓. 2025-04-15  [2025-04-16].
173. ↑  Eric Talmadge. . Associated Press. 2013-04-26  [2013-08-23]. （原始内容存档于2013-12-24）.
174. ↑  . The Guardian. 2012-02-16  [2013-08-23]. （原始内容存档于2013-12-24）.
175. ↑  . Fox News. 2013-04-15  [2013-08-23]. （原始内容存档于2013-08-26）.
176. ↑  Calum MacLeod. . USA Today. 2013-04-15  [2013-08-23]. （原始内容存档于2013-08-20）.
177. ↑  Martin 2006，第328頁
178. ↑  . 韓聯社. 2023-01-08  [2023-02-15]. （原始内容存档于2023-02-20）.
179. ↑  . 每日北韓. 2025-01-10  [2025-01-11]. （原始内容存档于2025-01-19）.
180. ↑  . 每日北韓. 2025-04-08  [2025-04-16]. （原始内容存档于2025-04-15）.
181. ↑  . Parallel History Project on Cooperative Security. （原始内容存档于2016-01-20）.
182. ↑  Sebetsyen, Victor. . New York City: Pantheon Books. 2009. ISBN 978-0-375-42532-5.
183. ↑  Pipes, Daniel. . Washington, D.C.: Washington Institute for Near East Policy. 1995: 15. ISBN 0-944029-64-7.
184. ↑  Halasa, Malu; Omareen, Zaher; Mahfoud, Nawara. . London: Saqi Books. 2014: 125, 147–156, 161. ISBN 978-0-86356-787-2 （英语）.
185. ↑  Pipes, Daniel. . Washington, D.C.: Washington Institute for Near East Policy. 1995: 6, 7, 13–17. ISBN 0-944029-64-7 （英语）.
186. ↑  Shamaileh, Ammar. . New York: Routledge. 2017: 66, 70–72, 82. ISBN 978-1-138-20173-6 （英语）.
187. ↑  Ma'oz, Moshe. . Larres, Klaus  (编). . New York: Routledge. 2022: 249–263. ISBN 978-0-367-60786-9. doi:10.4324/9781003100508.
188. ↑  Chulov, Martin. . The Guardian. 2021-05-26. （原始内容存档于2021-05-26）.
189. ↑  . TheAge.com. Reuters. 2006-12-26  [2013-01-08]. （原始内容存档于2013-03-05）.
190. ↑  . 我的國家.   [2024-11-23]. （原始内容存档于2022-10-22）.
191. ↑  . 我的國家.   [2024-11-23].
192. ↑  Kim, Byoung-lo Philo. . Transaction Publishers. 1992: 102. ISBN 978-0887384370.
193. ↑  Vines, Stephen. . The Independent. 1997-08-14  [2013-08-25]. （原始内容存档于2014-01-22）.
194. ↑  . New Focus International. 2013-05-31  [2013-05-31]. （原始内容存档于2013-12-24）.
195. ↑  Williams, Holly. . Sky News. 2011-12-19  [2013-08-25]. （原始内容存档于2013-12-24）.